# 100 mètres (athlétisme)
Vous lisez un « bon article » labellisé en 2011.
Pour les articles homonymes, voir 100 mètres.
Le 100 mètres est une épreuve d'athlétisme consistant à parcourir, en ligne droite, un sprint sur une distance de 100 mètres. Il est couru au très haut niveau en moins de 10 secondes pour les hommes et moins de 11 secondes pour les femmes. Historiquement, la course de vitesse est l'une des plus anciennes de l'athlétisme puisqu'on en retrouve la trace plusieurs siècles avant l'organisation des premiers Jeux olympiques antiques.
Considérée comme l'épreuve reine de ce sport, le 100 mètres est la discipline la plus prestigieuse des compétitions d’athlétisme, du fait de son histoire et de l'intérêt qu'elle suscite auprès des spectateurs.
Des sprinteurs de renom, pour la plupart américains, ont marqué l'histoire de la discipline : de Jesse Owens dans les années 1930, à Jim Hines, premier homme à descendre sous les 10 secondes avec l'arrivée du chronométrage électronique en 1968, en passant par Bob Hayes à la carrière fulgurante. Plus récemment, Carl Lewis a assis sa domination durant les années 1980, le Canadien Donovan Bailey et l'Américain Maurice Greene dans les années 1990. Dans les années 2000, le Jamaïcain Usain Bolt, succédant à son compatriote Asafa Powell, domine la discipline et établit le record du monde actuel en 9 s 58 (2009). 
Chez les femmes, la première à descendre sous les 11 secondes est l'Allemande Marlies Göhr en 1977. L'Américaine Florence Griffith-Joyner établit en 1988 le record mondial, entachée de lourdes suspiscions de dopage, dans le temps de 10 s 49.

## Historique

### Hommes

#### Des Jeux olympiques antiques à l'époque moderne

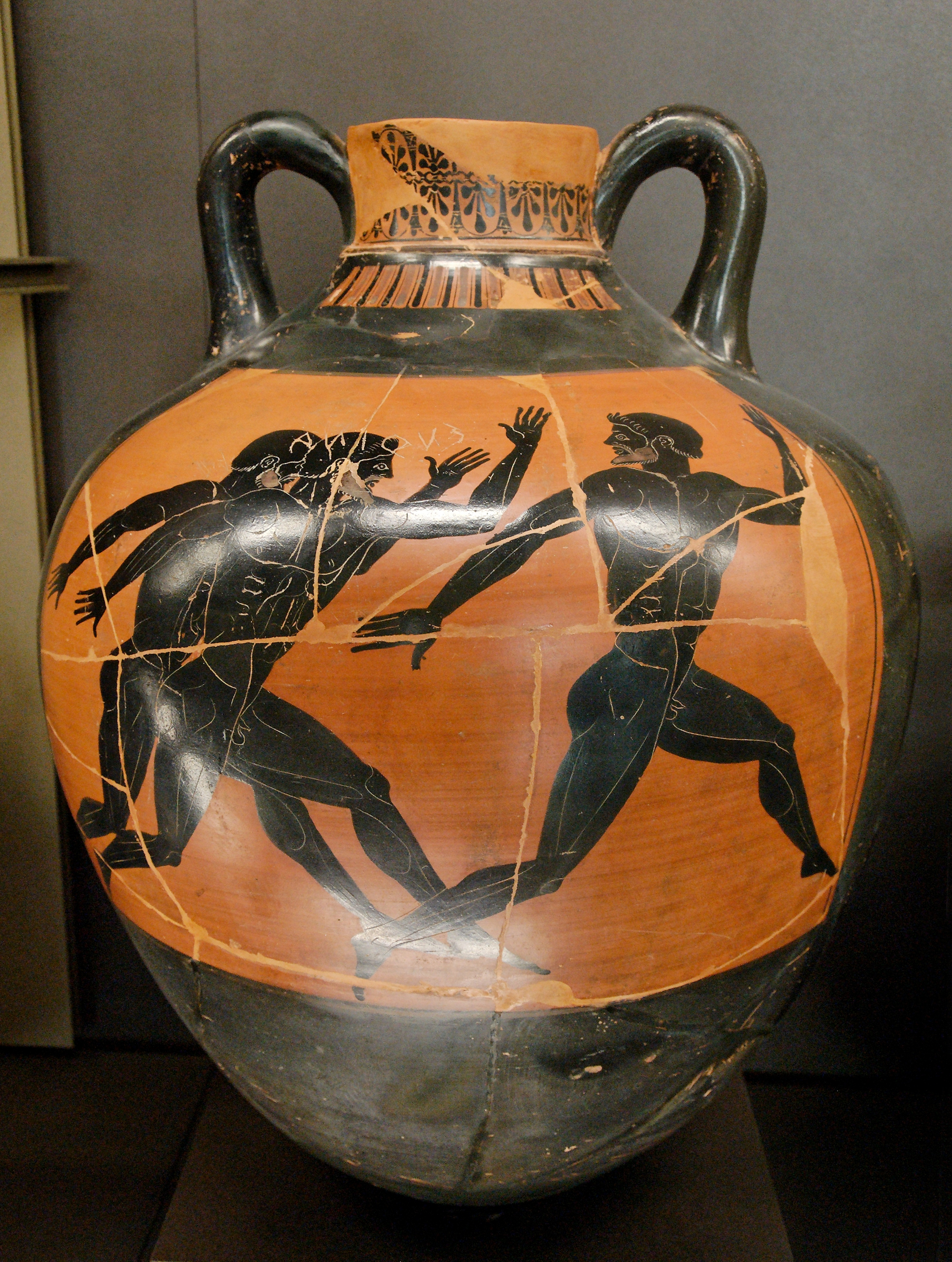
Course à pied, amphore panathénaïque, v. 500 av. J.-C., musée du Louvre

Lors des Jeux olympiques antiques, les athlètes participent déjà à des courses de vitesse, notamment le στάδιον / stádion qui, comme son nom l'indique, est long d'un stade — celui d'Olympie mesure 192,27 m, soit 600 fois la longueur du pied d'Héraclès. C'est la course la plus courte du sport grec, qui ne connaît pas le 100 mètres moderne, et elle est l'épreuve reine des Jeux : le vainqueur donne son nom à l'olympiade. Selon Pausanias, les concurrents sont parfois si nombreux qu'il est nécessaire de procéder à deux courses éliminatoires. Le stádion est la seule épreuve lors des premiers Jeux olympiques en 776 av. J.-C., remportée à cette occasion par Corèbe d'Élis. La distance suivante pratiquée est le δίαυλος / díaulos, correspondant à deux stádions, soit environ 400 mètres.
Parmi les athlètes de l'Antiquité, on retient Léonidas de Rhodes qui remporte le stádion, le díaulos et la course en armes (un díaulos en portant un bouclier) aux Jeux olympiques de 164 av. J.-C. ainsi qu'aux trois olympiades suivantes, ou encore Astylos de Crotone qui remporte le stádion et le díaulos lors de trois olympiades consécutives, de 488 av. J.-C. à 480 av. J.-C.. Les derniers jeux sont traditionnellement fixés en 393 ap. J.-C., peu après l'édit de Théodose ordonnant l'abandon des lieux de culte de la religion grecque. Le sprint n'est alors plus pratiqué dans des compétitions organisées avant le XIXe siècle.
En effet, les Britanniques initient au XIXe siècle des courses athlétiques en déclinaison de leur système de mesure basé sur le mile (1 609,32 m) : le demi-mile, le quart de mile, le huitième de mile et enfin le 110 verges (100,52 m) représentant environ 1/16e du mile.

#### XIXesiècle: les précurseurs

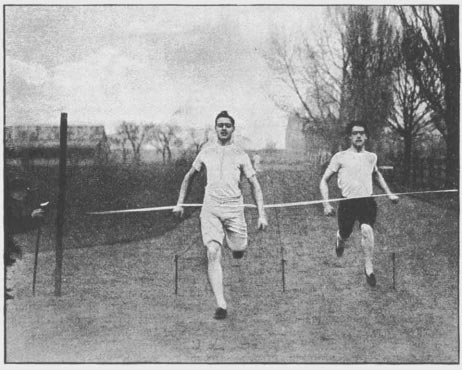
Course de 100 verges au Detroit Athletic Club en 1888. Les couloirs sont délimités par des cordes.

Les premières courses de sprint court des temps modernes se disputent dès le milieu du XIXe siècle dans les campus universitaires du Royaume-Uni où des courses de 100 verges (91,44 m) sont recensées en 1850 au Collège d'Exeter d'Oxford. Les mesures de performance correspondent alors à la généralisation du chronométrage. Le premier enregistrement date de mars 1864 lorsque B. S. Darbyshire, étudiant à Oxford, est chronométré à 10 s 5 sur 100 verges. Quatre ans plus tard, à Cambridge, le champion de cricket Charles Absalom est crédité de 10 secondes tout juste (soit environ 10 s 9 au 100 mètres). Parallèlement à l'émulation naissante du sprint en Grande-Bretagne, les premières compétitions se déroulent aux États-Unis. William B. Curtis est considéré comme le pionnier du sprint chronométré, même si sa performance supposée de 9 secondes au 100 verges n'est jamais prise au sérieux, en raison notamment de l'inexactitude de la distance, et d'un départ anticipé (le coup de feu du starter n'existant pas encore à l'époque). En 1887, lors d'une compétition universitaire, un général américain du nom de Charles Sherill innove dans la discipline en creusant légèrement la piste derrière la ligne de départ dans le but d’obtenir une meilleure impulsion au démarrage après un départ en position accroupie. Cette innovation, appelée alors le crouch start est à l’origine de l’invention des starting blocks. Avec son temps de 9 s 8 sur 100 verges, l'Américain John Owen remporte en 1890 le Championnat des États-Unis. Ce record reste invaincu durant plusieurs années.
En cette fin de siècle, les amateurs et les professionnels se partagent les compétitions d'athlétisme de chaque côté de l'Atlantique. En Grande-Bretagne, Harry Hutchens, un ancien livreur, concourt dans des défis rémunérés et donnant lieu à des paris. Les courses de 100 verges sont alors disputées sur des pistes en herbe au sein d'hippodromes. En 1891, le premier chronomètre sur la distance métrique est réalisé à Paris par l'Américain Luther Cary en 10 s 75. D'autres athlètes s'illustrent par ailleurs, notamment le Britannique Charles Bradley (quatre fois champion d'Angleterre de 1892 à 1895), ou l'Américain Bernie Wefers qui ne dispose d'aucun rival dans son pays durant trois années. Sa modeste université de Georgetown n'a cependant pas les moyens de financer le voyage de ses athlètes pour se rendre aux Jeux olympiques d'Athènes en 1896. L'épreuve est remportée par son compatriote Thomas Burke dans le modeste temps de 12 secondes, sur une piste sablonneuse en mauvais état.

#### 1900-1945: la fin du professionnalisme
Lors des débuts du renouveau olympique, seuls les athlètes amateurs peuvent participer aux Jeux olympiques. En effet, à cette époque, le Comité international olympique ne tolère pas le professionnalisme ni l'amateurisme marron.
À Paris, lors des Jeux olympiques de 1900, Frank Jarvis remporte le titre du 100 mètres, devançant son compatriote américain Arthur Duffy, titulaire pourtant à l'époque des meilleures performances chronométriques sur le sprint. Quelques années plus tard, ce dernier est destitué par la Fédération internationale pour cause de professionnalisme. Archie Hahn décroche le titre olympique en 1904 avant qu'un Sud-Africain ne vienne stopper la domination américaine. En 10 s 8, Reginald Walker s'impose en finale des Jeux olympiques de Londres de 1908. Quatre ans plus tard, le premier record du monde officiellement reconnu par l’Association internationale des fédérations d'athlétisme (IAAF) est détenu par Donald Lippincott en 10 s 6. Ce dernier est cependant battu par Ralph Craig lors des Jeux de Stockholm. En cette même période, le monde de l'athlétisme assiste à l'avènement de Howard Drew, premier sprinteur noir de classe mondiale, puis de Charley Paddock, coureur petit et musculeux, qui décroche la médaille d'or du 100 mètres aux Jeux olympiques d'Anvers en 1920. Il s'adjuge par ailleurs les records du monde du 100 yards (91,44m) et du 100 mètres. Entre 1924 et 1935, des athlètes non-américains parviennent à contester la suprématie des États-Unis dans le sprint, à l'image du Britannique Harold Abrahams, vainqueur des Jeux de Paris, et du Canadien Percy Williams, médaillé d'or lors des Jeux d'Amsterdam en 1928. Les premiers starting-blocks sont mis au point à cette époque et seront officialisés dès 1937. Leurs inventeurs prétendent alors que leur utilisation permet de faire gagner 34 centièmes de secondes à un athlète lors du départ. À partir de 1929, l'athlète noir-américain Eddie Tolan redore le blason du sprint des États-Unis. Il remporte la finale des Jeux de Los Angeles en 1932, mais se voit concurrencé rapidement par son compatriote Ralph Metcalfe qui le devance aux Championnats universitaires américains. En 1935, Jesse Owens, un autre noir-américain, parvient à mettre fin à la domination sans partage de Metcalfe. Lors d'un meeting à Ann Harbor, dans le Michigan, Owens améliore ou égale quatre records du monde. Parmi ceux-ci, celui du 100 yards en 9 s 4. Quelques mois plus tard, lors des Championnats nationaux, il établit un nouveau record du monde du 100 mètres en 10 s 2. Au sommet de son art, il remporte la finale des Jeux de Berlin (10 s 3). Face aux performances des coureurs noirs, Adolf Hitler voit une preuve d'une différence raciale, en l'occurrence une supériorité des Noirs en course à pied de courtes distances.
À partir de 1938, année de la retraite d'Owens et de Metcalfe, une nouvelle règlementation impose une limite de vent inférieure à 2 mètres par seconde pour qu'une performance soit officiellement validée. L'arrivée de la Seconde Guerre mondiale marque le ralentissement des compétitions d’athlétisme, notamment en Europe. Seuls les États-Unis parviennent à faire éclore de nouveau talents. On peut citer notamment Clyde Jeffrey (10 s 2 au 100 m en 1939) ou Harold Davis, qui domine les épreuves de sprint durant la guerre.

#### 1946-1967: l'émulation américaine

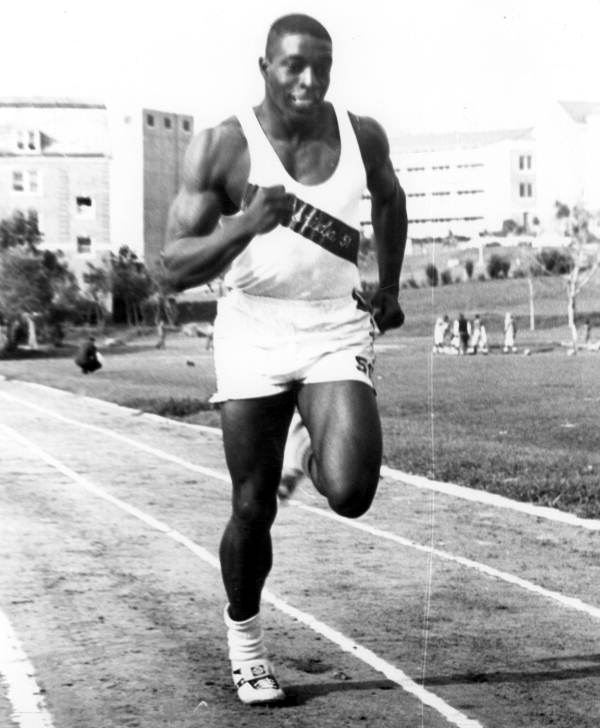
Bob Hayes, premier athlète à descendre officieusement sous les dix secondes au 100 m.

En 1948, le trentenaire Barney Ewell se rapproche inexorablement des performances de Jesse Owens en égalant son record du monde lors des sélections américaines pour les Jeux olympiques de 1948. À Londres, il est battu par son compatriote Harrison Dillard, spécialiste des haies, dans une course très relevée. Le début des années 1950, période de transition dans le sprint court, est marqué par l'émergence de nombreux athlètes universitaires américains, à l'instar de Lindy Remigino, champion olympique surprise à Helsinki en 1952, en l’absence de quelques-uns des meilleurs sprinters du moment. Deux ans plus tard, le champion d'Europe Ouest-allemand Heinz Fütterer égale à son tour le record du monde (10 s 2). L'année précédant les Jeux olympiques de 1956 correspond au début de la domination mondiale de Bobby Morrow qui s'exerce jusqu'en 1958. Morrow remporte la médaille d'or des Jeux de Melbourne. Surnommé « la flèche blonde du Texas », il égale le record du monde à trois reprises. Dès l'âge de vingt ans, il courait déjà le 100 verges en 9 s 1. Le 3 août 1956, l'Américain Willi Williams améliore à son tour le record du monde du 100 mètres en réalisant 10 s 1 lors des championnats militaires mondiaux de Berlin. Bobby Morrow remporte la finale olympique de Melbourne en 10 s 5. En Europe, l'Allemand de l'Ouest Armin Hary, champion d'Europe en 1958, établit un nouveau record mondial en 1960 dans le temps de dix secondes. Un mois plus tard, le Canadien Harry Jerome réédite cette performance. Malgré un faux départ lors de la finale, Hary devient champion olympique des Jeux de Rome, devançant un de ses plus féroces adversaires du moment, l'Américain David Sime dans une des courses les plus serrées de l'histoire. Les Américains n’avaient plus été battus sur la distance depuis les Jeux de 1928. À partir de 1961, l'Américain Bob Hayes, issu du circuit universitaire, règne en maître dans les épreuves du 100 yards et du 100 mètres. Flirtant souvent avec le record du monde d'Hary, Hayes assoit sa domination de 1962 à 1964 en restant invaincu pendant vingt-huit mois, et en remportant cinquante-quatre victoires consécutives. Il devient le premier athlète à descendre officieusement sous les dix secondes au 100 m en 9 s 9 (temps manuel). La finale des Jeux de Tokyo de 1964 est la dernière course de Hayes avant sa reconversion dans le football américain. Après avoir réalisé 9 s 91 en demi-finale (record du monde non homologué pour cause de vent trop favorable), il s'impose avec près de deux mètres d'avance sur tous ses concurrents en améliorant le record du monde de 19 centièmes (10 s 06 dans des conditions règlementaires).

#### 1968-1980: la barrière des dix secondes

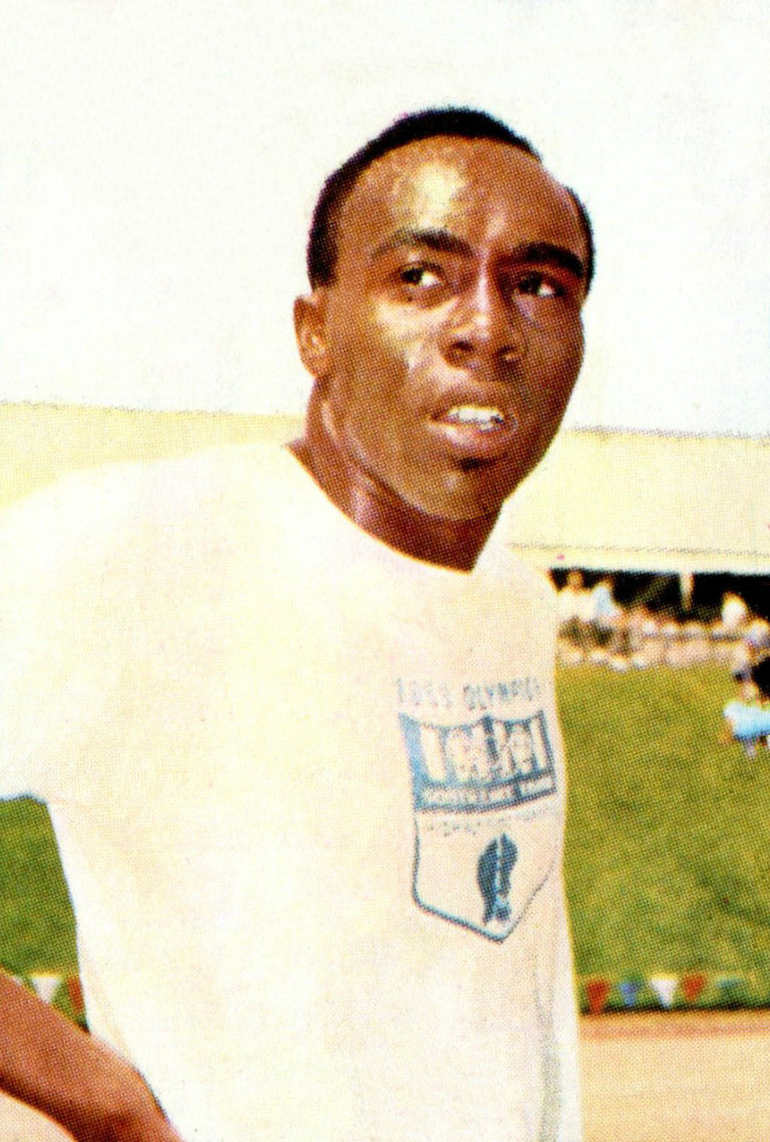
Jim Hines, premier athlète à descendre sous les dix secondes sur 100 m.

La période précédant les Jeux olympiques de 1968 est marquée par une forte concurrence dans le 100 mètres, à l'image du Jamaïcain Lennox Miller, du Français Roger Bambuck ou des Américains Jim Hines et Charles Greene. Le 20 juin 1968, lors des Championnats des États-Unis de Sacramento, Hines devient le premier homme à parcourir 100 mètres en moins de dix secondes (9 s 9). Lors des séries, Greene et Bambuck égalaient tour à tour, sur une piste ultra-rapide, le record du monde en dix secondes, alors que Hines réalisait 9 s 8 en demi-finale (record non homologué en raison du vent trop favorable). Cette soirée d'athlétisme aux multiples records fut surnommée par les spécialistes « The Night of Speed » (La nuit de la vitesse). Jim Hines confirme son statut de favori quelques semaines plus tard en remportant la finale des Jeux de Mexico. Il établit alors un nouveau record mondial en 9 s 95 (temps électrique). Cet exploit est réalisé dans des conditions idéales : une piste en matière synthétique, un temps chaud et sec, une altitude supérieure à 2 000 mètres et un vent favorable de 1,6 m/s. Pour la première fois de l'histoire, aucun blanc ne figure au départ de la finale. Comme Bob Hayes en 1964, Jim Hines abandonne sa carrière d'athlète au lendemain des Jeux pour passer footballeur professionnel.
Après l'arrêt de plusieurs ténors du sprint, John Carlos fait figure de rescapé dans le camp américain. Il égale en 1969 le record du monde du 100 yards en 9 s 1. Le renouveau du 100 mètres vient alors d'Union soviétique lorsque Valeriy Borzov, champion d'Europe en 1969, réalise plusieurs courses en dix secondes. Dominant tous ses adversaires européens au début des années 1970, il remporte la finale olympique des Jeux de Munich en 1972 en devançant de plus d'un mètre Robert Taylor et Lennox Miller. De nouveaux grands sprinteurs apparaissent après les Jeux de Munich, notamment les Américains Steve Williams et Harvey Glance, le Jamaïcain Don Quarrie ou le Trinidadien Hasely Crawford. Lors des Jeux olympiques de Montréal, Borzov ne termine que troisième de la finale, derrière Crawford et Quarrie. Pour la première fois depuis 1928, aucun Américain ne figure sur le podium d'un 100 mètres olympique. Le 1er janvier 1977, l’IAAF abandonne le chronométrage manuel, les performances ne pouvant désormais être validées qu'à l'aide d'un chronomètre électronique.
La fin des années 1970 est marquée par les duels livrés en Europe par Valeriy Borzov avec l'Écossais Allan Wells et l'Italien Pietro Mennea. Ce dernier réalise en altitude 10 s 01 sur 100 mètres, peu avant son record du monde du 200 mètres. Aux Jeux olympiques de Moscou, en l'absence des Américains pour cause de boycott, Wells devient à 28 ans le médaillé d'or sur 100 mètres le plus âgé. En 10 s 25, il réalise le même temps que son dauphin, le Cubain Silvio Leonard.

#### 1981-1991: le règne de Carl Lewis
Le début des années 1980 marque l'assouplissement des règles olympiques concernant l'amateurisme, et l'arrivée d'un nouveau type d'athlètes se consacrant entièrement à leur carrière sportive professionnelle. L'Américain Carl Lewis en est l'une des incarnations.
En 1981, Carl Lewis n'est âgé que de 19 ans lorsqu'il réalise dix secondes au 100 mètres. Après de multiples titres universitaires, il passe professionnel en 1983, année des premiers Championnats du monde. À Helsinki, Lewis remporte son premier titre mondial et possède un record personnel proche du vieux temps de Jim Hines.

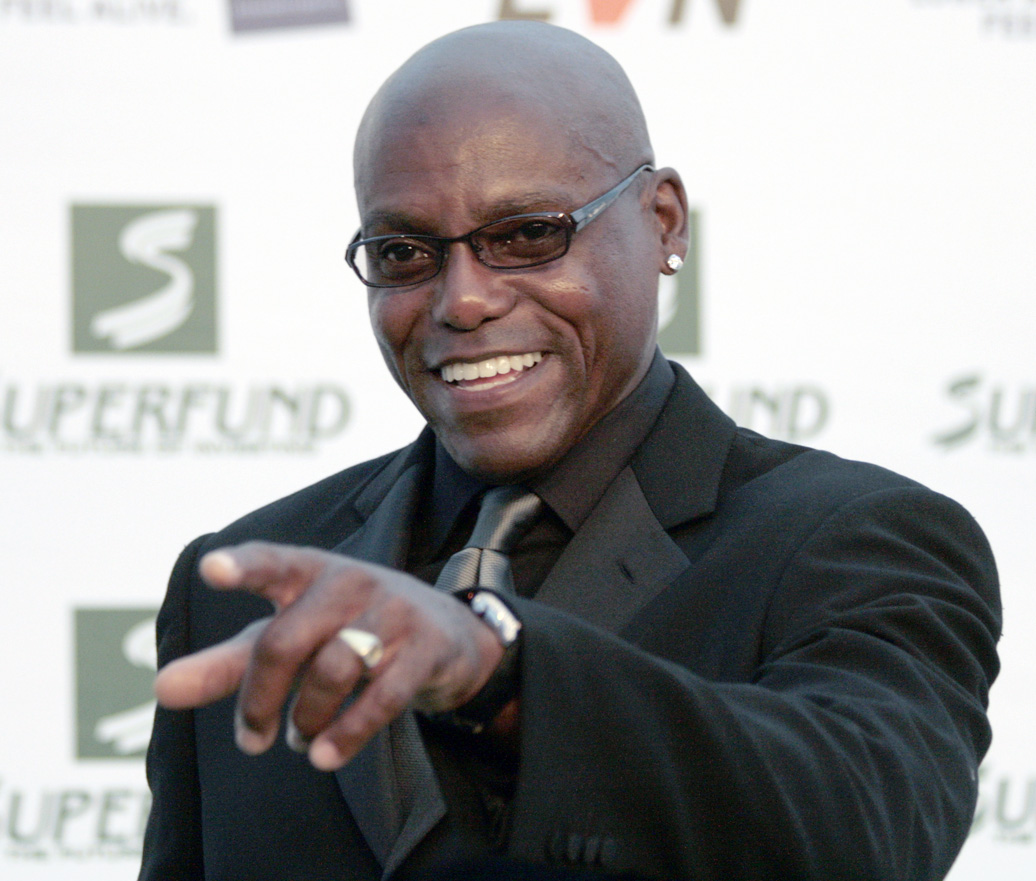
Carl Lewis en 2009.

L'année suivante, aux Jeux de Los Angeles, il remporte la finale olympique du 100 mètres en 9 s 99, devançant ses plus dangereux adversaires du moment, l'Américain Sam Graddy et le Canadien Ben Johnson. Surmédiatisé et bénéficiant de confortables revenus publicitaires, Lewis surclasse ses adversaires durant trois ans. Seul Ben Johnson parvient à contester la suprématie de « King Carl » à partir du milieu des années 1980. Le musculeux Canadien l'emporte au meeting de Zurich 1985, et par deux autres fois en 1986. Il réalise cette année-là le temps de 9 s 95. Aux Mondiaux de Rome en 1987, le duel Lewis-Johnson est l'un des plus attendus. Ben Johnson remporte la médaille d'or en battant le record du monde de près d'un dixième de secondes (9 s 83 contre 9 s 92 pour Lewis). Les deux hommes se retrouvent l'année suivante aux Jeux olympiques de Séoul. Lewis se voit devancé une nouvelle fois par Johnson qui réalise une nouvelle marque mondiale en 9 s 79, nouveau record mondial. Pour cause de dopage, la performance de Ben Johnson est annulée et ses titres mondiaux et olympiques lui sont retirés. En conséquence, Carl Lewis devient le nouveau détenteur du record du monde du 100 mètres en 9 s 92 et récupère les titres de Johnson.
Après avoir levé le pied en 1989, Lewis observe dès le début des années 1990 l'éclosion de nouveaux talents. Parmi eux, figure son compatriote et ami Leroy Burrell, numéro un mondial en 1990 et 1991, ayant remporté 19 courses sur 22 et ayant couru à cinq reprises sous les dix secondes. D'autres athlètes s'avèrent également de sérieux concurrents du Roi Carl, notamment les Américains Dennis Mitchell, Michael Marsh et Andre Cason, le Britannique Linford Christie, le Canadien Bruny Surin ou le Namibien Frank Fredericks. Aux Championnats du monde de Tokyo en 1991, Lewis parvient néanmoins à remporter son troisième titre mondial consécutif, en établissant en 9 s 86, un nouveau record mondial. Burrell et Mitchell complètent le podium d'une des courses les plus rapides de l’histoire. En effet, les six premiers de l'épreuve courent en moins de 9 s 96.

#### 1992-2004: le renouveau

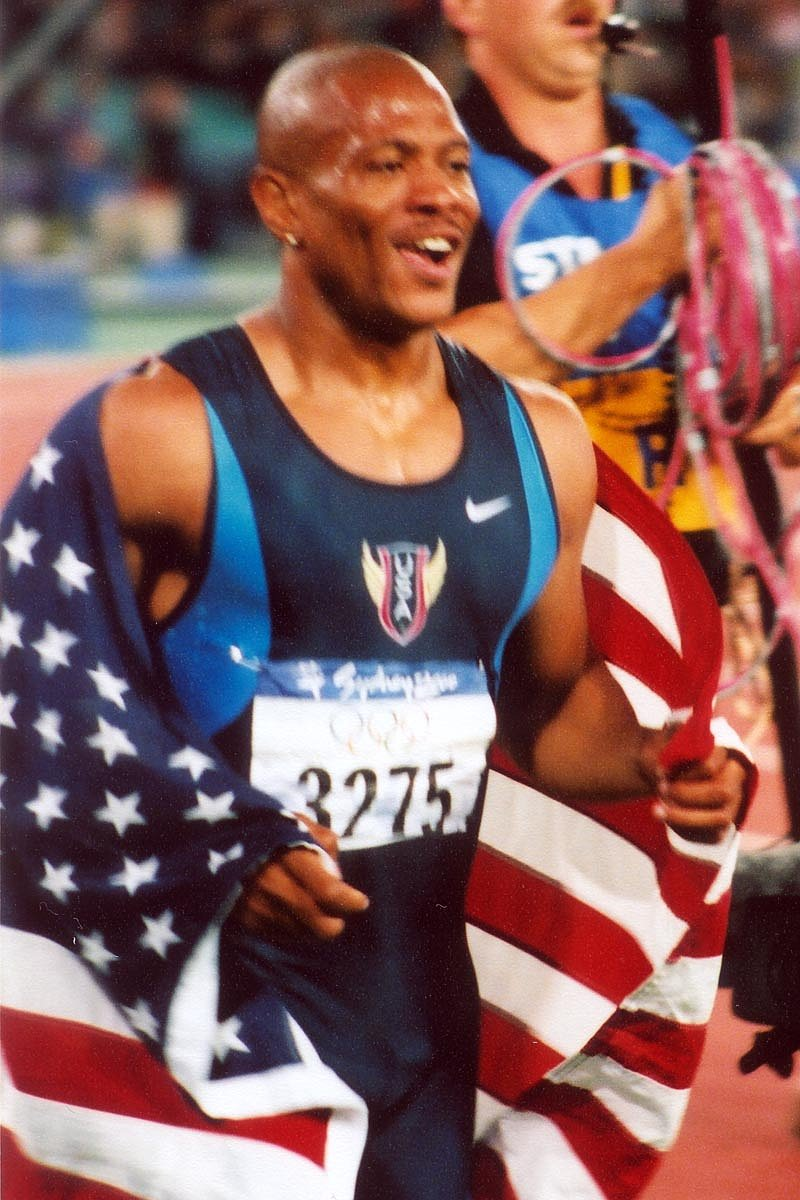
Maurice Greene lors des Jeux olympiques de Sydney.

En 1992, lors des Jeux olympiques de Barcelone, le recordman d'Europe Linford Christie devient, à 32 ans, le plus âgé des vainqueurs olympiques du 100 m. Il devance, avec le temps de 9 s 96, Fredericks et Surin, et succède au palmarès à ses compatriotes Harold Abrahams et Alan Wells. Il confirme l'année suivante en s'adjugeant le titre des Championnats du monde de Stuttgart, devançant Andre Cason, Dennis Mitchell et Carl Lewis, quatrième. Christie égale le record d'Europe en 9 s 87. En cette année 1993, le Britannique réussit l'exploit de remporter treize courses dans la saison. Leroy Burell revient en forme dès les premiers mois de 1994. Au meeting de Lausanne, il établit un nouveau record du monde de l'hectomètre en 9 s 85. Quelques semaines plus tard, Lindford Christie remporte son troisième titre de champion d'Europe à Helsinki.
Le milieu des années 1990 coïncide avec le déclin momentané des sprinteurs des États-Unis, contrasté par l'ascension des athlètes canadiens. Donovan Bailey remporte la finale des Championnats du monde de Göteborg en devançant son compatriote Bruny Surin et le jeune espoir Trinidadien Ato Boldon. En 1996, Frankie Fredericks réalise 9 s 86 à Lausanne, mais la finale du 100 mètres des Jeux olympiques d'Atlanta est remportée par Bailey en 9 s 84, nouveau record du monde de la distance. Au tournant du siècle, c'est l'Américain Maurice Greene qui obtient les meilleures performances avec trois titres de champion du monde à Athènes en 1997 (9 s 86), à Séville en 1999 (9,80 s) et à Edmonton en 2001 (9 s 82), et une médaille d'or lors des Jeux de Sydney en 2000 (9 s 87). Il s'agit du premier titre olympique obtenu par un Américain sur 100 m depuis douze ans. Greene établit enfin un nouveau record du monde, au meeting d'Athènes en juin 1999, en 9 s 79. En 2002, Tim Montgomery s'empare du record mondial, à Paris (Stade Charléty), en 9 s 78. Derrière lui, le Britannique Dwain Chambers égale le record d'Europe de Lindford Christie. Montgomery est très vite rattrapé par des affaires de dopage liées au laboratoire Balco. Son record du monde est effacé des tablettes en 2005 par l'IAAF. Lors des Championnats du monde 2003, la surprise vient de Kim Collins, ressortissant de l'île de Saint-Christophe-et-Niévès, qui s'impose en 10 s 07, dans une finale ouverte (Greene, Boldon et Jon Drummond en furent écartés dans les tours précédents). En 2004, l'Américain Justin Gatlin devance, en 9 s 85, Francis Obikwelu et Maurice Greene en finale des Jeux olympiques d'Athènes.

#### 2005-2016: Usain Bolt et la Jamaïque au sommet

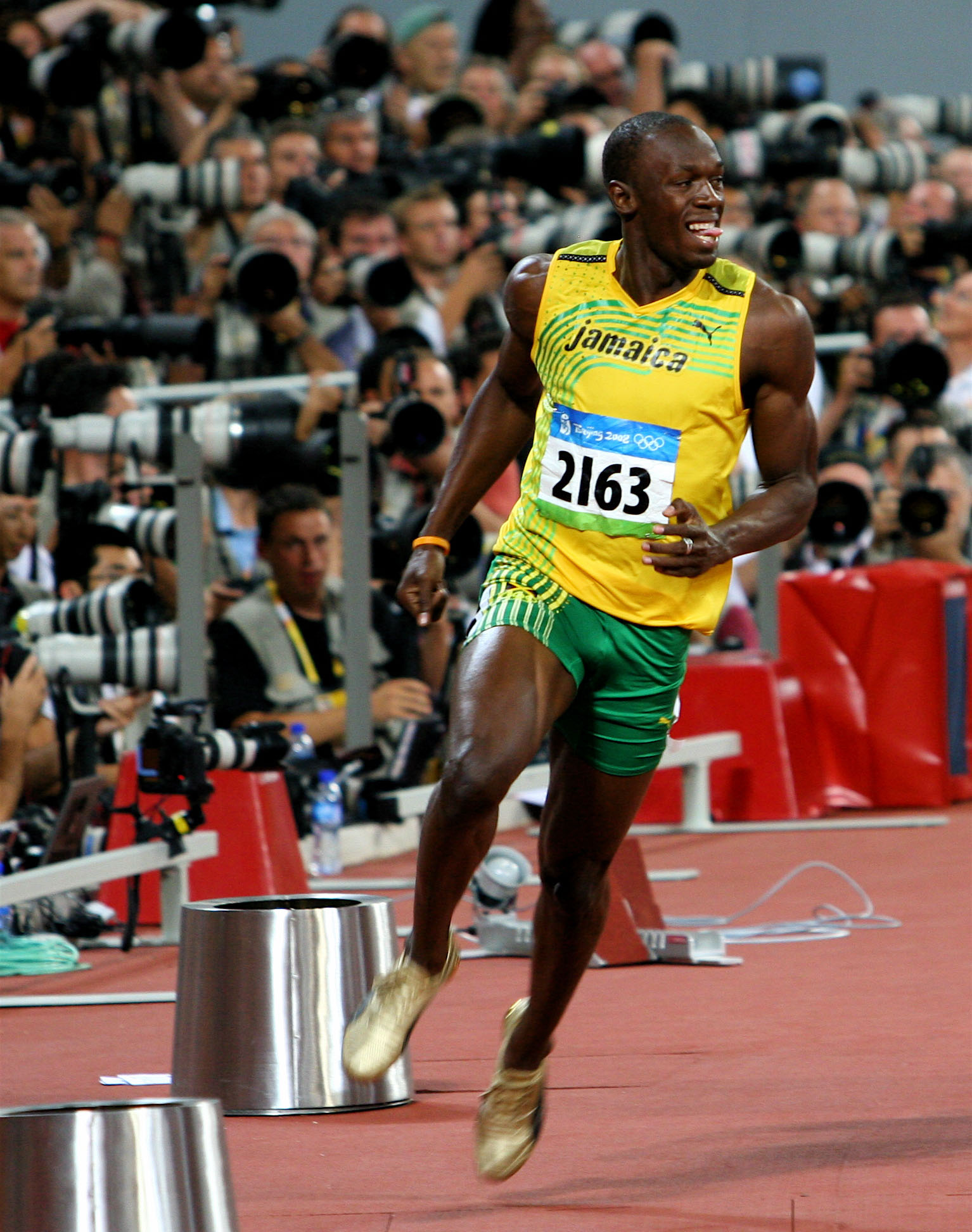
Usain Bolt, vainqueur des Jeux olympiques (2008, 2012 et 2016) et détenteur du record du monde.

Révélé l'année précédente, le Jamaïcain Asafa Powell réalise en début d'année 2005 plusieurs temps autour de 9 s 85. Le 14 juin, au meeting d'Athènes, il court en 9 s 77, battant du même coup le record du monde de Maurice Greene réalisé six ans auparavant. Blessé quelques semaines avant la compétition, Powell ne fait pas le déplacement aux Championnats du monde d'Helsinki. La médaille d'or revient à Justin Gatlin, vainqueur en 9 s 88, avec 17 centièmes d'avance sur son dauphin Michael Frater. En 2006, Gatlin égale le record mondial de Powell au meeting de Doha. Powell reprend la main par deux fois en réalisant à nouveau 9 s 77 à Gateshead et à Zurich. En août 2006, Gatlin se fait rattraper par une affaire de dopage et est dépossédé de son record du monde. Il est suspendu de compétitions sportives pour quatre années. Débarrassé d'un très sérieux adversaire, Powell ne prend cependant que la troisième place des Mondiaux d'Osaka 2007 qui couronnent l'Américain Tyson Gay (9 s 85). Quelques jours plus tard, au meeting de Rieti, Asafa Powell bat son propre record du monde en 9 s 74.
Au début de la saison 2008, le Jamaïcain Usain Bolt réalise 9 s 76 sur son sol. Lors du meeting de New York, et pour la cinquième course de sa carrière sur 100 mètres, il établit un nouveau record du monde en 9 s 72 (vent +1,7 m/s), améliorant de deux centièmes le temps de son compatriote Asafa Powell. Ce dernier réalise en juillet 2008 une série de courses remarquables (9 s 88 à Stockholm, 9 s 84 à Londres, puis 9 s 82 à Monaco). Le duel entre les deux Jamaïcains est l'un des plus attendus des Jeux olympiques de Pékin. En finale, le 16 août 2008, Usain Bolt écrase la course en réalisant un nouveau record du monde en 9 s 69,. Il se permet même de couper son effort à une vingtaine de mètres de l'arrivée. Son entraîneur estime qu'il aurait pu courir ce jour-là en 9 s 54. Richard Thomson et Walter Dix complètent le podium, alors qu'Asafa Powell ne prend que la cinquième place, en dépit d'un excellent temps de 9 s 95. Après les Jeux, les deux hommes se livrent un duel à distance. Powell s'impose à Lausanne en 9 s 72, Bolt remporte le meeting de Bruxelles en 9 s 77. Durant les mondiaux à Berlin, Bolt remporte la finale avec un nouveau record du monde : 9 s 58, le 16 août 2009, un an jour pour jour après sa course de Pékin,. En pulvérisant son précédent record, Bolt devient le premier homme à descendre sous les 9 s 60.
Le Français Christophe Lemaitre est présenté par les médias comme le premier blanc à descendre sous les dix secondes, le 9 juillet 2010, avec un temps de 9 s 98, avant de remporter le 100 mètres des Championnats d'Europe d'athlétisme 2010. Lemaitre améliorera de nombreuses fois ce record jusqu'à courir à 9 s 92 aux championnats de France d'athlétisme le 29 juillet 2011.
2011 est une année très dense au niveau du 100 mètres, près de 20 athlètes passent la barre des 10 secondes cette saison dont de nombreux pour la première fois, portant à 81 le nombre d'athlètes ayant passé les 10 secondes toutes années confondues. Mais malgré cela, la finale des championnats du monde est la 4e plus lente finale depuis 1987 derrière Paris, Göteborg et Helsinki. En effet, avant le début des épreuves, Tyson Gay, Asafa Powell, Mike Rodgers et Steve Mullings, parmi les meilleures performances de l'année sont absents, les deux premiers pour blessure et les deux autres pour dopage ; le champion du monde Usain Bolt a donc pleine piste vers un second sacre. Contre toute attente, Bolt ne devient pas champion du monde ; il réalise en effet un faux départ en finale et soulève une polémique contre la règle d'élimination directe, de nombreux spectateurs quittent même le stade pour manifester leur mécontentement. Le titre revient donc au Jamaïcain Yohan Blake, désigné comme son dauphin par le champion en titre avant la course, en 9 s 92, Walter Dix l'Américain prend la seconde place et Kim Collins la 3e, devenant ainsi le plus vieux médaillé sur 100 m aux championnats du monde ; cette finale est aussi la 2e à accueillir un junior en la présence de Jimmy Vicaut après celle des mondiaux de Paris.
2012 confirme la suprématie du sprint jamaïcain tiré par ses deux principaux clubs, le MVP Track Club de Powell et le Racers Track Club de Bolt et Blake malgré les retours au premier plan des Américains Gatlin et Gay, respectivement de suspension et de blessure et l'explosion du Trinidadien Keston Bledman. Le 5 août 2012, en finale des Jeux Olympiques de Londres, la Jamaïque de Bolt assoit une fois de plus sa domination sur la reine des courses : le Jamaïcain s'impose en effet en 9 secondes et 63 centièmes, battant un nouveau record Olympique, et ce malgré un mauvais départ et grâce à une remontée fulgurante dans les derniers 50 mètres. C'est le deuxième meilleur chrono de tous les temps, à 5 centièmes de son propre record. C'est son dauphin et compatriote Yohan Blake qui décroche l'Argent en 9 s 75. L'Américain Justin Gatlin complète le podium en 9 s 79. Il s'agit de la course la plus rapide de l'Histoire avec 7 athlètes (sur les 8 engagés) sous les 10 s.

### Femmes

#### 1928-1947: la reconnaissance féminine, les pionnières

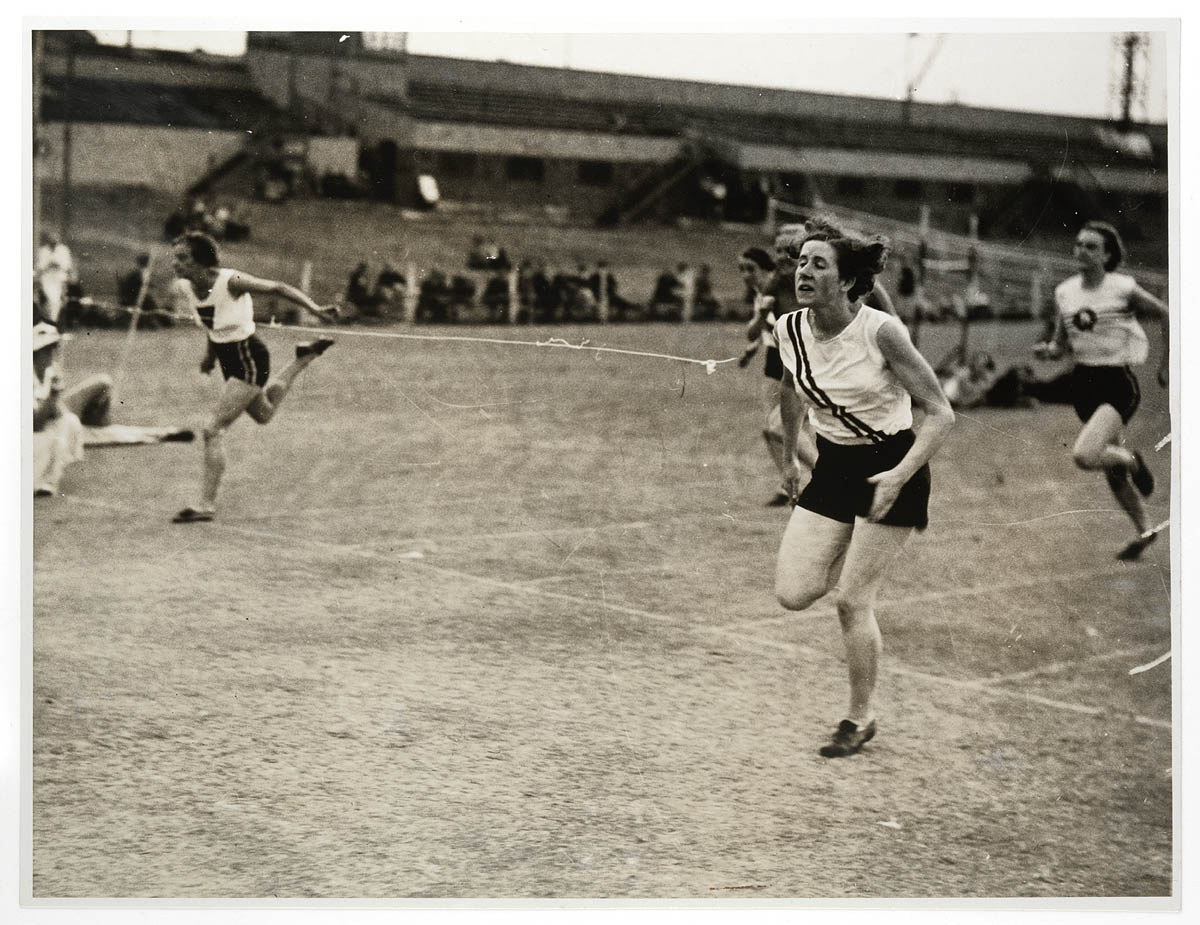
Course de 100 verges féminin disputée dans les pays anglo-saxons dans les années 1930

Côté féminin, des réunions sportives soutenues par des organisations féministes sont disputées pour la première fois en Europe durant la Première Guerre mondiale. Le CIO étant hostile à l'arrivée des femmes aux Jeux olympiques, des Jeux mondiaux féminins sont disputés dès 1921. La Britannique Mary Lines remporte le 100 verges en 1922. Des Jeux olympiques féminins, non reconnus par les instances sportives internationales, incluent également l'épreuve du 100 verges au programme. Les athlètes féminines sont autorisées à concourir pour la première fois aux Jeux olympiques en 1928. Le 100 mètres figure parmi les cinq épreuves sélectionnées par l'IAAF et le CIO. À Amsterdam, la médaille d'or est remportée par l'Américaine Betty Robinson en 12 s 2. Les Jeux Mondiaux féminins, nouvelle compétition officieuse, se déroulent en 1930 à Prague. Les spectateurs assistent sur le sprint aux triomphes de Stanisława Walasiewicz, athlète polonaise connue aux États-Unis sous le nom de Stella Walsh. Championne olympique aux Jeux de 1932 en 11 s 9, puis battue par sa compatriote Helen Stephens quatre ans plus tard à Berlin, elle réalise 11 s 6 en 1937. Durant cette période, en l'absence de contrôles médicaux de féminité, des questions se posent à la vue de la musculature de certaines femmes présentes sur les stades d'athlétisme, y compris Stephens et Walasiewicz.

#### 1948-1969: les premières vedettes

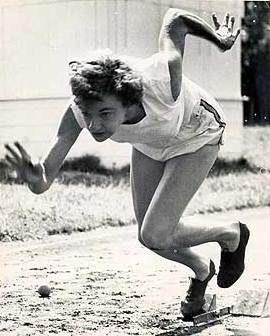
La sprinteuse australienne Marjorie Jackson

La Néerlandaise Fanny Blankers-Koen ne suscite aucun doute sur sa réelle féminité, puisque mère de deux enfants. Elle domine les compétitions durant la Seconde Guerre mondiale et remporte la médaille d'or du 100 mètres des Jeux olympiques de Londres en 1948 à l'âge de trente ans, et établit un nouveau record du monde en 11 s 5. Durant sa période d'activité longue de vingt années, Blankers-Koen remporte sur la distance du 100 m treize titres nationaux, un titre européen et un titre olympique. Surnommée « La Hollandaise volante », elle devient la première légende féminine de l'athlétisme. En 1952, l'Australienne Marjorie Jackson prend la relève de Blankers-Koen en devenant championne olympique des Jeux d'Helsinki. Elle s'impose également lors des Jeux du Commonwealth 1950 et 1954. Quatre ans plus tard, sa compatriote Betty Cuthbert remporte sur son sol, à Melbourne, le titre olympique féminin sur la distance reine. Le début des années 1960 est marqué par l'avènement de Wilma Rudolph, jeune sprinteuse noire-américaine arrivée dans l'athlétisme après avoir contracté la poliomyélite étant enfant. À vingt ans, Rudolph se rapproche de la barrière des 11 secondes (11 s 2 en 1961). Elle devient championne olympique à Rome en 1960 en 11 s 0, temps non homologué pour cause de vent trop favorable. Sa compatriote Wyomia Tyus lui succède en 1964 et en 1968, devenant à l'occasion la première femme à remporter le titre olympique deux fois consécutivement. Tyus a amélioré dans sa carrière le record du monde du 100 mètres à quatre reprises. La Polonaise Irena Szewińska, spécialiste du 200 mètres, remporte des victoires significatives dans la distance inférieure. Autre sprinteuse notoire, la Taïwanaise Chi Cheng reste invaincue pendant dix-huit mois sur 100 mètres et sur 100 verges.

#### 1970-1987: l'hégémonie allemande

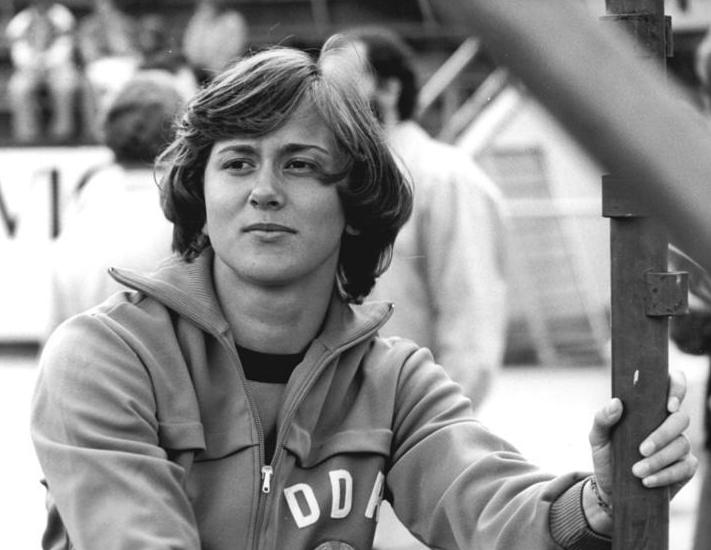
L'Est-Allemande Marlies Göhr

Au début des années 1970, les athlètes est-allemandes commencent leur domination dans les courtes distances. Renate Stecher remporte la finale des Jeux olympiques de Munich et les Championnats d'Europe d'Helsinki. Elle fait par ailleurs évoluer le record du monde en 11 s 07 en 1972, mais est néanmoins battue par Szewińska, de retour dans l'épreuve du 100 m, lors des Championnats d'Europe de Rome en 1974. L'Allemagne reprend la main au milieu des années 1970, grâce notamment à Inge Helten et Annegret Richter, championne olympique à Montréal et détentrice du record du monde en 11 s 01. En 1977, l'Est-allemande Marlies Göhr révolutionne la discipline en réalisant à Dresde le temps de 10 s 88, soit treize centièmes de mieux que le précédent record du monde de Richter. Cette performance constitue depuis lors le record du monde junior. En 1980, la Soviétique Lyudmila Kondratyeva remporte la finale du 100 mètres des Jeux de Moscou.
Les années 1980 sont marquées par la domination sur le 100 mètres des athlètes venues des deux Allemagnes. Première femme au-dessous des 11 secondes, Marlies Göhr, née Oelsner, remporte durant sa carrière un titre mondial (Helsinki en 1983), une médaille d'argent aux Jeux olympiques (Moscou en 1980), trois titres continentaux (1978, 1982 et 1986) et deux victoires de Coupe du monde (1977 et 1985). En 1983, elle porte le record du monde à 10 s 81. En l'absence des pays du bloc de l'Est aux Jeux de Los Angeles en 1984 pour cause de boycott, la victoire revient à l'Américaine Evelyn Ashford, future détentrice du record du monde en 10 s 76. Elle devance en finale la Jamaïcaine Merlene Ottey. Lors des Mondiaux 1987 à Rome, les Est-Allemandes Silke Gladisch et Heike Drechsler réalisent le doublé.

#### 1988-2004: l'ombre du dopage

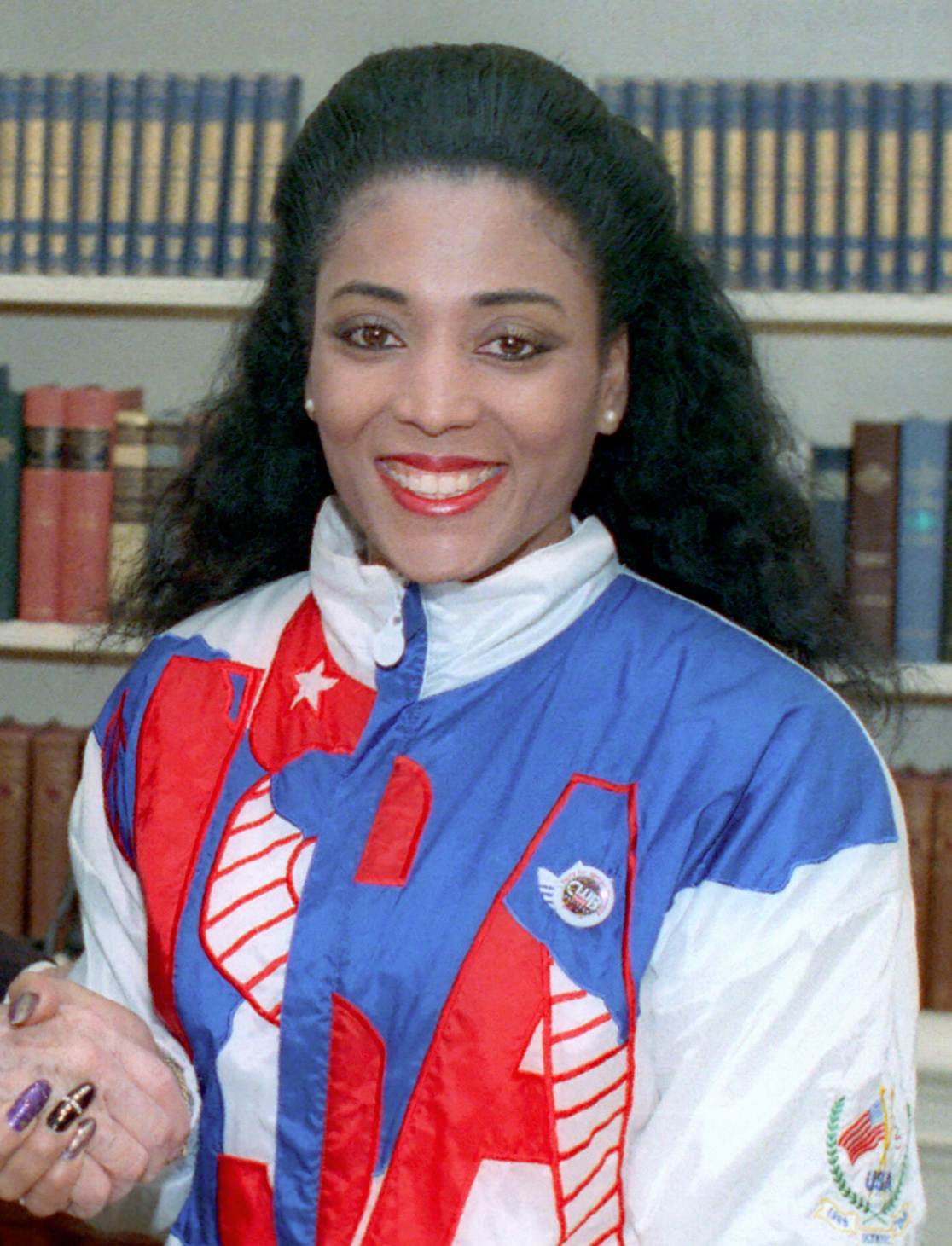
L'actuelle détentrice du record du monde féminin, l'Américaine Florence Griffith-Joyner

Durant l'année 1988, Florence Griffith-Joyner bouleverse le monde de l'athlétisme féminin en établissant un nouveau record du monde de la discipline. Lors des sélections olympiques d'Indianapolis le 16 juillet 1988, Griffith-Joyner réalise sans aide du vent le temps de 10 s 49, améliorant pour l'occasion le record d'Ashford de 27 centièmes de secondes. Avant cet exploit, l'Américaine n'était descendue sous la barre des 11 secondes qu'à trois reprises seulement. « Flo-Jo » confirme son statut de favorite lors des Jeux olympiques de Séoul où elle remporte la médaille d'or avec près de trois mètres d'avance sur ses principales concurrentes. Sa fin de carrière prématurée en 1989, sa transformation physique, ses performances hors normes et son décès en 1998 continuent d'alimenter les rumeurs de dopage à son encontre. Les années qui suivent consacrent Katrin Krabbe, championne d'Europe en 1990 et championne du monde en 1991. La même année, elle est contrôlée positive lors d'un test antidopage et est suspendue quatre ans par l'IAAF.
La période 1997-2001 est marquée par la domination de l'Américaine Marion Jones, qui remporte notamment les Championnats du monde 1997 et 1999. En 2000, elle remporte également le 100 mètres des Jeux olympiques de Sydney, mais convaincue de dopage, elle est déchue de son titre et prend sa retraite. Le 100 mètres féminin lors des Jeux olympiques de 2004 revient à la Biélorusse Yulia Nesterenko, qui descend sous les 11 secondes dans chacune de ses quatre courses.

#### Depuis 2005: la domination des Jamaïcaines
À l'instar des athlètes masculins, le sprint féminin est dominé depuis 2007 par la Jamaïque avec les victoires successives de Veronica Campbell en 2007 aux championnats du monde et de Shelly-Ann Fraser en 2008 et 2009, respectivement aux Jeux olympiques et aux championnats du monde. Lors de ces Jeux olympiques de Pékin, le podium du 100 mètres est constitué intégralement d'athlètes jamaïcaines : Shelly-Ann Fraser devient championne olympique avec un temps de 10 s 78, devançant ses compatriotes Sherone Simpson et Kerron Stewart, deuxièmes ex-aequo. Ce triplé olympique est une première concernant le 100 mètres féminin. Du reste, les meilleures performances mondiales de l'année (MPMA) de 2006, 2007, 2008 et 2010 sont jamaïcaines. Toujours est-il que la meilleure performance mondiale de ces cinq dernières années a été réalisée en 2009 par l'Américaine Carmelita Jeter en 10 s 64.
Le 5 juin 2021, la Jamaïcaine Shelly-Ann Fraser-Pryce réalise le temps de 10 s 63 (+1,3 m/s) lors d'une compétition à Kingston, devenant ainsi la deuxième athlète la plus rapide de l'histoire derrière l'Américaine Florence Griffith-Joyner.

## Spécificités

### Déroulement de la course
Afin de parcourir la distance le plus rapidement possible, le sprinteur doit réaliser au mieux les différentes étapes d'une course, à savoir la réaction, la phase de démarrage, la phase d'accélération et la phase de maintien de vitesse. Le nombre de foulées développées est, en moyenne, de 43 à 46 chez les hommes (40 à 41 pour Usain Bolt), et de 47 à 52 chez les femmes.

#### Départ

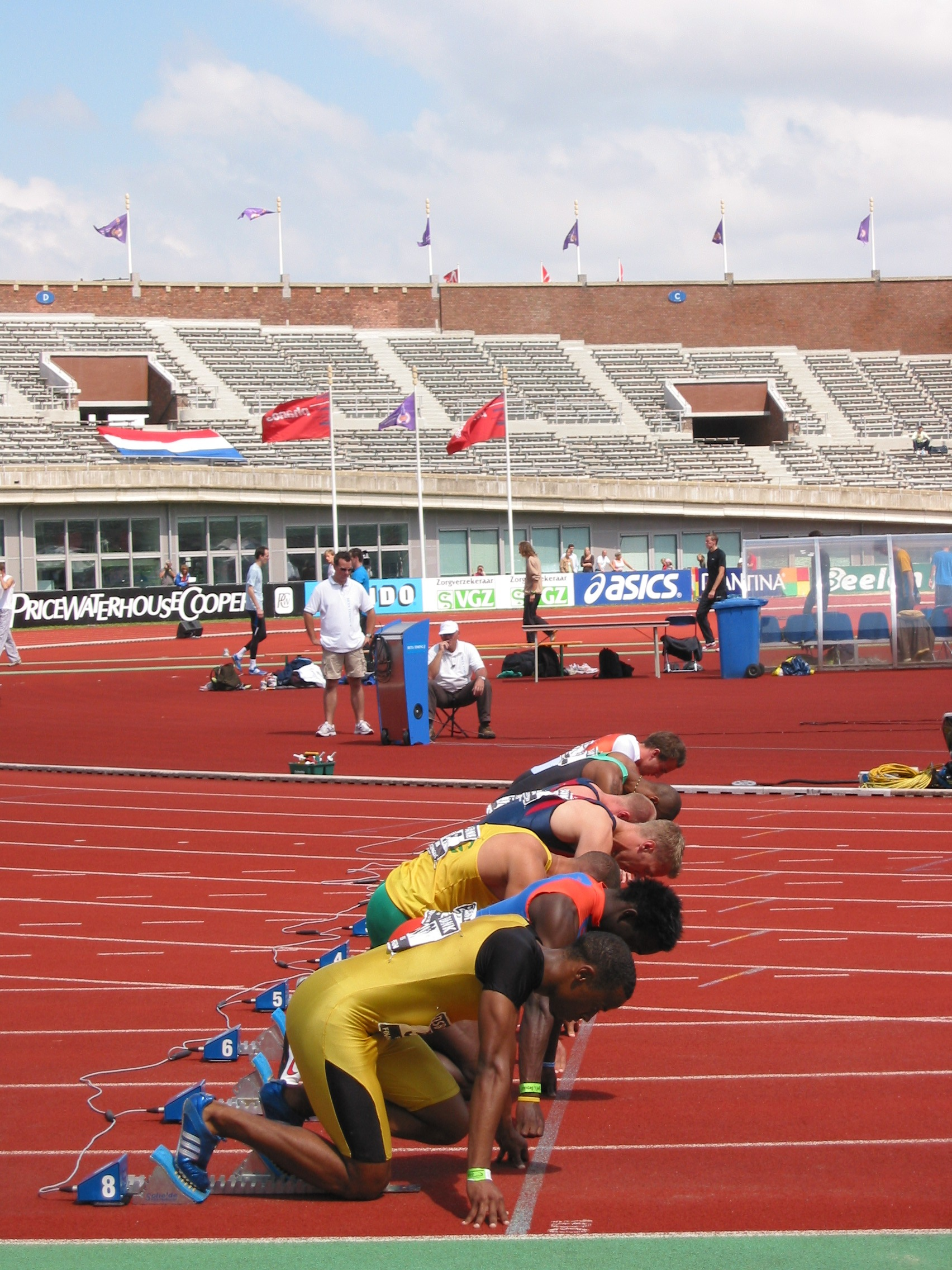
Placement des athlètes avant le départ

Avant le départ, l'athlète prend position en posant ses pieds dans les starting-blocks qu'il a préalablement réglés en fonction de la longueur de ses jambes. La position de l'athlète consiste, à ce moment, à poser un genou à terre, ses deux jambes étant pliées ; ses mains sont posées à terre, en arrière de la ligne blanche de départ. Au premier commandement du starter (« à vos marques », en anglais : « On your marks »), les compétiteurs prennent leur position de départ. Lorsqu'ils ne bougent plus, le starter les avertit du départ imminent (« prêts ? », en anglais : « set ») ; les athlètes se mettent alors en position de déséquilibre, le poids du corps basculant sur les bras. Le genou de la jambe avant forme un angle d'environ 90 degrés, celui de la jambe arrière d'environ 120 degrés. Enfin, le starter donne le signal de départ en tirant un coup de feu en l'air.
Un faux départ est détecté soit visuellement par le starter (ou le starter de rappel), soit automatiquement lorsque le coureur part moins de 100 millièmes après le coup de feu (durée qui correspond au temps minimal que met un signal nerveux pour aller des oreilles aux jambes en passant par le cerveau). Avant 2003, un faux départ par athlète était autorisé. Entre 2003 et 2009, c'est un seul faux départ par course qui fut toléré, l'athlète commettant le deuxième faux départ étant éliminé. Depuis 2010, aucun faux départ n'est toléré.

#### Mise en action
Après le jaillissement des starting-block, le sprinteur, en position inclinée, doit allonger progressivement ses foulées. Cette phase s'accompagne d'un redressement de sa position jusqu’à atteindre sa vitesse maximale. Cette technique de redressement progressif du buste et de la tête durant les premières foulées plus connue sous le nom de Drive-Phase, est apparue à la fin des années 1990, avec les sprinteurs du clan HSI Hudson and Smith International, Maurice Greene, Ato Boldon, Jon Drummond… entrainés par John Smith. Le sprinteur trouve sa position définitive vers la 12e foulée. Une fois à pleine vitesse, il enchaîne environ cinq foulées par seconde. Chaque foulée, qui dépend du gabarit du sprinter, peut mesurer jusqu'à 2,7 m. La foulée se décompose en deux phases : une phase d'appui au sol, qui comprend l'amortissement, le soutien et l'impulsion, et une phase de suspension permettant au coureur de maintenir son équilibre et préparer l'action au sol suivante.

#### Maintien de vitesse et arrivée
Certains coureurs naturellement rapides sur 50 ou 60 mètres sont dépassés ensuite, car la vitesse décroît souvent au-delà de six secondes ; seuls la technique et l'entraînement peuvent limiter voire supprimer cette déperdition. Le 100 mètres idéal consisterait donc à décélérer le moins possible en deuxième partie de course. L'athlète doit résister à la fatigue apparaissant dans les vingt derniers mètres, maintenir du relâchement et réussir à maîtriser sa technique afin de conserver sa vitesse le plus longtemps possible jusqu'à la ligne d'arrivée.
Comme pour l'ensemble des courses sur piste, l'arrivée du 100 mètres est jugée lorsque le torse de l'athlète franchit la ligne d'arrivée. Les concurrents peuvent être départagés grâce à la photo-finish et leur temps connu au millième de seconde. En cas d'impossibilité de départager les athlètes, ceux-ci sont classés à égalité. Il arrive que le temps affiché soit corrigé après que les images (photos finish) du film de la course ont été développées et analysées par les juges, qui valident le temps au moment précis où les épaules des athlètes franchissent la ligne.

#### Aspects physiologiques
Le sprint, sur des distances de l'ordre de 100 mètres, fait intervenir principalement le métabolisme anaérobie alactique, c'est-à-dire un fonctionnement du muscle sans oxygène et ne produisant pas d'acide lactique. Chez l'humain, l'adénosine triphosphate (ATP) constitue la seule énergie utilisable par le muscle. Lors d'efforts intenses et brefs, le muscle dégrade directement l'ATP en adénosine diphosphate (ADP) et phosphate inorganique. Les réserves d'ATP du muscle s'épuisent en seulement 2 à 3 secondes. La phosphocréatine prend le relais pour régénérer l'ATP (réaction de Lohmann-Lehmann). La phosphocréatine est alors transformée en créatine et phosphate inorganique. La régénération de l'ATP via la phosphocréatine s'épuise en moins de 10 secondes, généralement 7 secondes, soit l'essentiel du temps d'un 100 mètres. Au-delà, le métabolisme anaérobie lactique prend le relais, l'emportant sur le métabolisme alactique pendant la dernière phase de course.
Cette synthèse de l'ATP via la phosphocréatine permet d'expliquer l'ingestion de compléments alimentaires contenant de la créatine par certains athlètes. Cette consommation augmente la concentration de phosphocréatine dans le muscle et prolonge ainsi la régénération de l'ATP, stimulant de fait la performance lors d'un effort bref et intense tel le sprint.

### Influences extérieures

#### Conditions climatiques
Sur 100 mètres, les performances des athlètes sont fortement dépendantes du vent, un record ne peut ainsi être homologué par vent favorable que si celui-ci a une vitesse inférieure ou égale à 2,0 m/s(7,2 km/h).
De la même façon, une course en altitude est facilitée par la plus faible densité de l'air. Il n'y a cependant pas de restriction sur l'altitude en ce qui concerne l'homologation des records. L'Association internationale des fédérations d'athlétisme (IAAF) estime à propos du record de Jim Hines, que courir à Mexico (2 240 m d'altitude) lui a fourni une aide équivalente à un vent favorable additionnel de 1,5 m/s (5,4 km/h).
C'est aussi à ce titre que Carl Lewis est entré dans la légende, comme étant le premier sprinteur à avoir effectué un 100 m sous les 10 secondes (9,99 par chronométrage électronique) dans les basses altitudes, lors des Jeux olympiques d'été de 1984 de Los Angeles (87 m d'altitude).

#### Piste et matériel
La piste d'athlétisme, le vent comme l'équipement personnel du sprinteur influent sur ses performances. Ainsi, les chaussures composées de pointes permettent d'améliorer l'adhérence du coureur et l'effet ressort des appuis en limitant le temps de contact avec la piste. Il existe des chaussures adaptées aux différents types d'appui (coureurs universels, pronateurs, supinateurs). Le vêtement, de par sa résistance au vent et donc son aérodynamisme, rend possible également le gain de quelques centièmes de seconde. C'est pourquoi les sprinteurs portent souvent des tenues proches du corps.
La piste d'athlétisme est généralement divisée en huit voire neuf couloirs, délimités par des bandes blanches. La largeur réglementaire d'un couloir est de 1,22 m.
Plusieurs pistes sont reconnues à travers le monde pour être particulièrement rapides. Ainsi, la piste barcelonaise qui accueillit les championnats d'Europe du 26 juillet au 1er juin 2010, une « Mondotrack FTX », a été fabriquée par Mondo à partir d'une surface synthétique considérée comme la plus rapide jamais développée. C'est cette même firme qui avait conçu la piste des Jeux olympiques d'été de 2008 à Pékin ou celle des Championnats du monde d'athlétisme en salle 2010 à Doha. Le Nid d'oiseau de Pékin possède donc également une piste très rapide comme le Stade olympique de Rome. Le stade de Daegu qui dispose d'une piste similaire bleu clair encore améliorée ne semble pas avoir donné tous les résultats escomptés mais plus en raison du vent (souvent contraire, et par rafales) qu'en raison de la qualité du matériau du revêtement, comme de nombreux analystes l'ont souligné.

## Performances

### Record du monde
| Genre  | Performance | Athlète                  | Date            | Lieu         | Vitesse moyenne |
| ------ | ----------- | ------------------------ | --------------- | ------------ | --------------- |
| Hommes | 9 s 58      | Usain Bolt               | 16 août 2009    | Berlin       | 37,58 km/h      |
| Femmes | 10 s 49     | Florence Griffith-Joyner | 16 juillet 1988 | Indianapolis | 34,32 km/h      |

#### Hommes

Évolution du record du monde du 100 mètres masculin

Le record du monde du 100 mètres masculin est reconnu par l'IAAF depuis 1912. Il connaît sa plus forte progression lors de la période allant des années 1910 aux années 1960, où le chronométrage est effectué au dixième de secondes. L'Américain Don Lippincott est le premier détenteur officiel du record du monde du 100 mètres (10 s 6 en 1912). Vingt-quatre ans plus tard, Jesse Owens réalise quatre dixièmes de mieux lors de son triomphe des Jeux de Berlin. En 1968, Jim Hines devient le premier homme sous les dix secondes : son temps de 9 s 9 est le dernier record mondial battu enregistré par le biais du chronométrage manuel, et sa performance de 9 s 95, réalisée lors des Jeux de Mexico constitue le premier record du monde mesuré électroniquement. En près d'un demi-siècle, le record progresse de près de sept dixièmes de secondes. À partir de 1972, l'évolution des performances reste relativement faible, en dépit des améliorations apportées dans la discipline, telles les pistes en tartan, les chaussures à pointes, les progrès des méthodes d'entraînement ou la professionnalisation de l'athlétisme. Ainsi, le record du monde n'évolue que d'un dixième entre 1968 (9 s 95) et 1994 (9 s 85), et semble se rapprocher des limites physiologiques humaines décrites par les scientifiques. À compter du 1er janvier 1977, l'IAAF n'homologue que les temps mesurés à l'aide du chronométrage électronique. En 1999, Maurice Greene met un coup d'arrêt à cette relative stagnation en améliorant le record mondial de cinq centièmes (9 s 79). En 2008, lors des Jeux de Pékin, Usain Bolt améliore le record du monde avec le temps de 9 s 69. Selon une étude scientifique, le temps aurait été proche des 9 s 60 si le Jamaïcain n'avait écarté les bras et coupé son effort peu avant la ligne d'arrivée. Le 16 août 2009, lors des championnats du monde à Berlin, Usain Bolt se surpasse une nouvelle fois et bat son précédent record de 11 centièmes en faisant un temps de 9 s 58, avec une moyenne de 37,58 km/h. C'est le premier homme à améliorer trois fois de suite ce record du monde et la plus nette amélioration du record depuis le passage au chronométrage électronique en 1968. Ce record va donc au-delà des limites physiologiques anticipées par l'IRMES en 2008, lequel prévoyait une barrière théorique à 9 s 67. Selon une étude néerlandaise publiée par l'université de Tilburg en juillet 2012, la possibilité pour Bolt de courir le 100 m en 9 s 40 est « réalisable ». Toujours selon cette étude, le record du monde possible de manière ultime en ce moment est de 9 s 36. Le chercheur Sander Smeets a obtenu ce résultat en analysant à l'aide de modèles mathématiques et statistiques les temps de référence sur 100 m des 1034 meilleurs athlètes mondiaux depuis 1991. Il a actualisé une étude qu'il avait déjà conduite en 2008, et qui concluait que le « record mondial ultime » se situait à 9 s 51.

#### Femmes
À l'instar de celui des hommes, le record du monde féminin connaît une progression fulgurante entre les années 1930 et les années 1960. Il est reconnu officiellement par l'IAAF depuis 1922. L'Américaine Wilma Rudolph réalise 11 s 2 en 1961, soit une seconde de moins qu'en 1928. En 1977, l'Est-allemande Marlies Göhr améliore considérablement le record mondial féminin en réalisant 10 s 88, soit 13 centièmes de mieux que le précédent record. En 1988, l'Américaine Florence Griffith-Joyner se rapproche un peu plus des performances masculines en signant le temps de 10 s 49 à Indianapolis le 16 juillet 1988. Bien qu’elle n’ait jamais été contrôlée positive, les performances et la mort prématurée de Griffith-Joyner font planer le doute sur son record du monde, qui est, à ce jour[Quand ?], considéré comme quasiment imbattable. Depuis, seules Marion Jones (10 s 65 en 1998), Carmelita Jeter (10 s 64 en 2009), Shelly-Ann Fraser (10 s 63 en 2021) et Elaine Thompson-Herah (10 s 61 en 2021) sont descendues sous les 10 s 70 même si Christine Arron (10 s 73 en 1998) et Merlene Ottey (10 s 74 en 1996) ont approché cette barre.

### Records continentaux
| Continent                                                 | Hommes      | Hommes     | Hommes             | Hommes            | Femmes       | Femmes     | Femmes                   | Femmes          |
| Continent                                                 | Temps       | Vent (m/s) | Athlète            | Date              | Temps        | Vent (m/s) | Athlète                  | Date            |
| --------------------------------------------------------- | ----------- | ---------- | ------------------ | ----------------- | ------------ | ---------- | ------------------------ | --------------- |
| Afrique (records)                                         | 9 s 77      | +1,2       | Ferdinand Omanyala | 18 septembre 2021 | 10 s 72      | +0,4       | Marie-Josée Ta Lou       | 10 août 2022    |
| Asie (records)                                            | 9 s 83      | +0,9       | Su Bingtian        | 1er août 2021     | 10 s 79      | 0,0        | Li Xuemei                | 18 octobre 1997 |
| Europe (records, progression)                             | 9 s 80      | +0,1       | Marcell Jacobs     | 1er août 2021     | 10 s 73      | +2,0       | Christine Arron          | 19 août 1998    |
| Amérique du Nord, Amérique centrale et Caraïbes (records) | 9 s 58 (WR) | +0,9       | Usain Bolt         | 16 août 2009      | 10 s 49 (WR) | 0,0        | Florence Griffith-Joyner | 16 juillet 1988 |
| Océanie (records)                                         | 9 s 93      | +1,8       | Patrick Johnson    | 5 mai 2003        | 10 s 96      | +2,0       | Zoe Hobbs                | 2 juillet 2023  |
| Amérique du Sud (records)                                 | 9 s 96      | +1,0       | Felipe Bardi       | 9 septembre 2023  | 10 s 91      | -0,2       | Rosângela Santos         | 6 août 2017     |

Légende
WR : record du monde

### Records en compétition
| Compétition           | Hommes | Hommes         | Hommes      | Femmes  | Femmes                | Femmes     |
| Compétition           | Temps  | Athlète        | Nation      | Temps   | Athlète               | Nation     |
| --------------------- | ------ | -------------- | ----------- | ------- | --------------------- | ---------- |
| Jeux olympiques       | 9 s 63 | Usain Bolt     | Jamaïque    | 10 s 61 | Elaine Thompson-Herah | Jamaïque   |
| Championnats du monde | 9 s 58 | Usain Bolt     | Jamaïque    | 10 s 65 | Sha'Carri Richardson  | États-Unis |
| Championnats d'Europe | 9 s 95 | Zharnel Hughes | Royaume-Uni | 10 s 73 | Christine Arron       | France     |

### Meilleures performances
L'Américain Jim Hines fut le premier homme à passer sous les dix secondes, en chronométrage électrique. Néanmoins, Hines avait déjà réalisé une performance similaire quelques mois auparavant lors des Championnats des États-Unis d'athlétisme, pendant la célèbre « Night of speed », mais elle fut invalidée en raison d'un vent trop important. Carl Lewis fut, quant à lui, le premier à courir un 100 mètres en moins de 9 s 9. Cette course, la finale des championnats du monde de Tokyo, fut particulièrement rapide puisque 6 des 8 coureurs ont couru en moins de 9 s 96.
Les coureurs d'origine africaine sont quasiment les seuls à avoir passé la barre des 10 secondes, hormis le métis Australien Patrick Johnson 9 s 93 en 2003 qui est de père blanc Irlandais et de mère aborigène d'Australie et le Français Christophe Lemaitre en 2010 qui est le premier blanc sous les dix secondes avec un temps de 9 s 98,. Avant eux, le Polonais blanc Marian Woronin avait réalisé un chrono de 9 s 992 en 1982, mais après arrondissement son temps fut homologué en 10 s 00. Certains expliquent cette domination des coureurs noirs par l'influence génétique, notamment le rôle du gène ACTN3 (en) agissant sur les fibres musculaires rapides, qui peut agir au même titre que l'entraînement, le régime ou le comportement de l'athlète. Toutefois, selon le généticien Axel Kahn, « la composante génétique de cette aptitude est probable mais non avérée [et] les gènes responsables […] ne sont pas clairement déterminés ».

#### Dix meilleures performances de tous les temps
| Temps | Temps  | Vent | Athlète       | Lieu     | Date              |
| ----- | ------ | ---- | ------------- | -------- | ----------------- |
| 1     | 9 s 58 | +0,9 | Usain Bolt    | Berlin   | 16 août 2009      |
| 2     | 9 s 63 | +1,5 | Usain Bolt    | Londres  | 5 août 2012       |
| 3     | 9 s 69 | -0,1 | Yohan Blake   | Lausanne | 23 août 2012      |
| 3     | 9 s 69 | nul  | Usain Bolt    | Pékin    | 16 août 2008      |
| 3     | 9 s 69 | +2,0 | Tyson Gay     | Shanghai | 20 septembre 2009 |
| 6     | 9 s 71 | +0,9 | Tyson Gay     | Berlin   | 16 août 2009      |
| 7     | 9 s 72 | +0,2 | Asafa Powell  | Lausanne | 2 septembre 2008  |
| 7     | 9 s 72 | +1,7 | Usain Bolt    | New York | 31 mai 2008       |
| 9     | 9 s 74 | +0,6 | Justin Gatlin | Doha     | 15 mai 2015       |
| 9     | 9 s 74 | +1,7 | Asafa Powell  | Rieti    | 9 septembre 2007  |

| Temps | Temps   | Vent | Athlète                  | Lieu         | Date              |
| ----- | ------- | ---- | ------------------------ | ------------ | ----------------- |
| 1     | 10 s 49 | nul  | Florence Griffith-Joyner | Indianapolis | 16 juillet 1988   |
| 2     | 10 s 54 | +0,9 | Elaine Thompson-Herah    | Eugene       | 21 août 2021      |
| 3     | 10 s 60 | +1,7 | Shelly-Ann Fraser-Pryce  | Lausanne     | 27 août 2021      |
| 4     | 10 s 61 | -0,6 | Elaine Thompson-Herah    | Tokyo        | 31 juillet 2021   |
| 4     | 10 s 61 | +1,2 | Florence Griffith-Joyner | Indianapolis | 16 juillet 1988   |
| 6     | 10 s 62 | +1,0 | Florence Griffith-Joyner | Séoul        | 24 septembre 1988 |
| 6     | 10 s 62 | +0,4 | Shelly-Ann Fraser-Pryce  | Monaco       | 10 août 2022      |
| 8     | 10 s 63 | +1,0 | Shelly-Ann Fraser-Pryce  | Kingston     | 5 juin 2021       |
| 9     | 10 s 64 | +1,2 | Carmelita Jeter          | Shanghai     | 20 septembre 2009 |
| 9     | 10 s 64 | +1,7 | Elaine Thompson-Herah    | Lausanne     | 27 août 2021      |

#### Athlètes les plus rapides
| Temps | Temps  | Vent | Athlète            | Date              | Lieu     |
| ----- | ------ | ---- | ------------------ | ----------------- | -------- |
| 1     | 9 s 58 | +0,9 | Usain Bolt         | 16 août 2009      | Berlin   |
| 2     | 9 s 69 | +2,0 | Tyson Gay          | 20 septembre 2009 | Shanghai |
| 2     | 9 s 69 | -0,1 | Yohan Blake        | 23 août 2012      | Lausanne |
| 4     | 9 s 72 | +0,2 | Asafa Powell       | 2 septembre 2008  | Lausanne |
| 5     | 9 s 74 | +0,6 | Justin Gatlin      | 15 mai 2015       | Doha     |
| 6     | 9 s 75 | +0,8 | Kishane Thompson   | 27 juin 2025      | Kingston |
| 7     | 9 s 76 | +0,9 | Christian Coleman  | 28 septembre 2019 | Doha     |
| 7     | 9 s 76 | +1,2 | Trayvon Bromell    | 18 septembre 2021 | Nairobi  |
| 7     | 9 s 76 | +1,4 | Fred Kerley        | 24 juin 2022      | Eugene   |
| 10    | 9 s 77 | 1,2  | Ferdinand Omanyala | 18 septembre 2021 | Nairobi  |

| Temps | Temps   | Vent | Athlète                  | Date              | Lieu         |
| ----- | ------- | ---- | ------------------------ | ----------------- | ------------ |
| 1     | 10 s 49 | 0,0  | Florence Griffith-Joyner | 16 juillet 1988   | Indianapolis |
| 2     | 10 s 54 | +0,9 | Elaine Thompson-Herah    | 21 août 2021      | Eugene       |
| 3     | 10 s 60 | +1,7 | Shelly-Ann Fraser-Pryce  | 26 août 2021      | Lausanne     |
| 4     | 10 s 64 | +1,2 | Carmelita Jeter          | 20 septembre 2009 | Shanghai     |
| 5     | 10 s 65 | +1,1 | Marion Jones             | 12 septembre 1998 | Johannesburg |
| 5     | 10 s 65 | +1,0 | Shericka Jackson         | 7 juillet 2023    | Kingston     |
| 5     | 10 s 65 | -0,2 | Sha'Carri Richardson     | 21 août 2023      | Budapest     |
| 8     | 10 s 72 | +0,4 | Marie-Josée Ta Lou       | 10 août 2022      | Monaco       |
| 8     | 10 s 72 | -0,1 | Julien Alfred            | 3 août 2024       | Paris        |
| 10    | 10 s 73 | +2,0 | Christine Arron          | 19 août 1998      | Budapest     |
| 10    | 10 s 73 | +1,4 | Melissa Jefferson-Wooden | 1er juin 2025     | Philadelphie |

#### Meilleures performances mondiales de l'année
Sources : Statistics Handbook Oregon22, ATFS Annual.
| Année | Temps   | Vent          | Athlète                                     | Lieu                     | Date                                       |
| 1964  | 10 s 06 | 1,1           | Robert Hayes                                | Tokyo                    | 15 octobre 1964                            |
| 1965  | 10 s 0  |               | Chen Chia-chuan                             | Chongqing                | 24 octobre 1965                            |
| 1966  | 10 s 1  | 1,0           | Tommie Smith                                | San José                 | 21 mai 1966                                |
| 1966  | 10 s 1  | 0,1           | Hideo Iijima                                | Berlin                   | 26 juin 1966                               |
| 1967  | 10 s 0  | 2,0           | Jim Hines                                   | Modesto                  | 27 mai 1967                                |
| 1967  | 10 s 0  | 2,0           | Willie Turner                               | Modesto                  | 27 mai 1967                                |
| 1967  | 10 s 0  | 1,8           | Enrique Figuerola                           | Budapest                 | 17 juin 1967                               |
| 1968  | 9 s 95  | 0,3           | Jim Hines                                   | Mexico                   | 14 octobre 1968                            |
| 1969  | 10 s 0  |               | Hermes Ramírez                              | Zurich                   | 4 juillet 1969                             |
| 1969  | 10 s 0  |               | Valeriy Borzov                              | Kiev                     | 18 août 1969                               |
| 1970  | 10 s 0  |               | Gert Metz                                   | Burg Gretesch            | 6 septembre 1970                           |
| 1971  | 10 s 19 | 0,9           | Lennox Miller                               | Calí                     | 1 août 1971                                |
| 1972  | 10 s 07 | 0,0           | Valeriy Borzov                              | Munich                   | 31 août 1972                               |
| 1973  | 10 s 19 |               | Steve Williams                              | Dakar                    | 4 août 1973                                |
| 1974  | 9 s 9   | 1,3           | Steve Williams                              | Westwood                 | 21 juin 1974                               |
| 1975  | 10 s 05 | -1,2          | Steve Riddick                               | Zurich                   | 20 août 1975                               |
| 1976  | 10 s 06 | -0,1          | Hasely Crawford                             | Montréal                 | 24 juillet 1976                            |
| 1977  | 9 s 98  | 0,6           | Silvio Leonard                              | Guadalajara              | 11 août 1977                               |
| 1978  | 10 s 07 | 1,7           | Clancy Edwards                              | Eugene                   | 02 juin 1978                               |
| 1978  | 10 s 07 | 1,8           | Hasely Crawford                             | Colorado Springs         | 30 juillet 1978                            |
| 1978  | 10 s 07 | -0,1          | Clancy Edwards                              | Zurich                   | 16 août 1978                               |
| 1979  | 10 s 01 | 0,9           | Pietro Mennea                               | Mexico                   | 04 septembre 1979                          |
| 1980  | 10 s 02 | 1,0           | James Sanford                               | Westwood                 | 11 mai 1980                                |
| 1981  | 10 s 00 | 0,0           | Carl Lewis                                  | Dallas                   | 16 mai 1981                                |
| 1982  | 10 s 00 | 1,9           | Carl Lewis                                  | Modesto                  | 15 mai 1982                                |
| 1983  | 9 s 93  | 1,4           | Calvin Smith                                | Colorado Springs         | 03 juillet 1983                            |
| 1984  | 9 s 96  | 0,1           | Mel Lattany                                 | Athens                   | 05 mai 1984                                |
| 1985  | 9 s 98  | 1,6           | Carl Lewis                                  | Modesto                  | 11 mai 1985                                |
| 1986  | 9 s 96  | 0,8           | Ben Johnson                                 | Moscou                   | 9 juillet 1986                             |
| 1987  | 9 s 93  | 1,0           | Carl Lewis                                  | Rome                     | 30 août 1987                               |
| 1988  | 9 s 92  | 1,1           | Carl Lewis                                  | Seoul                    | 24 septembre 1988                          |
| 1989  | 9 s 94  | 0,8           | Leroy Burrell                               | Houston                  | 16 juin 1989                               |
| 1990  | 9 s 96  | 0,7           | Leroy Burrell                               | Villeneuve-d'Ascq        | 29 juin 1990                               |
| 1991  | 9 s 86  | 1,2           | Carl Lewis                                  | Tokyo                    | 25 août 1991                               |
| 1992  | 9 s 93  | -0,6          | Michael Marsh                               | Walnut                   | 18 avril 1992                              |
| 1993  | 9 s 87  | 0,3           | Linford Christie                            | Stuttgart                | 15 août 1993                               |
| 1994  | 9 s 85  | 1,2           | Leroy Burrell                               | Lausanne                 | 06 juillet 1994                            |
| 1995  | 9 s 91  | 1,3           | Donovan Bailey                              | Montréal                 | 15 juillet 1995                            |
| 1996  | 9 s 84  | 0,7           | Donovan Bailey                              | Atlanta                  | 27 juillet 1996                            |
| 1997  | 9 s 86  | 0,2           | Maurice Greene                              | Athènes                  | 03 août 1997                               |
| 1998  | 9 s 86  | 1,8           | Ato Boldon                                  | Walnut                   | 19 avril 1998                              |
| 1999  | 9 s 79  | 0,1           | Maurice Greene                              | Athènes                  | 16 juin 1999                               |
| 2000  | 9 s 86  | -0,2          | Maurice Greene                              | Berlin                   | 01 septembre 2000                          |
| 2001  | 9 s 82  | -0,2          | Maurice Greene                              | Edmonton                 | 05 août 2001                               |
| 2002  | 9 s 89  | 0,9           | Maurice Greene                              | Rome                     | 12 juillet 2002                            |
| 2003  | 9 s 93  | 1,8           | Patrick Johnson                             | Mito                     | 05 mai 2003                                |
| 2004  | 9 s 85  | 0,6           | Justin Gatlin                               | Athènes                  | 22 août 2004                               |
| 2005  | 9 s 77  | 1,6           | Asafa Powell                                | Athènes                  | 14 juin 2005                               |
| 2006  | 9 s 77  | 1,5           | Asafa Powell                                | Gateshead                | 11 juin 2006                               |
| 2006  | 9 s 77  | 1,0           | Asafa Powell                                | Zurich                   | 18 août 2006                               |
| 2007  | 9 s 74  | 1,7           | Asafa Powell                                | Rieti                    | 09 septembre 2007                          |
| 2008  | 9 s 69  | 0,0           | Usain Bolt                                  | Pékin                    | 16 août 2008                               |
| 2009  | 9 s 58  | 0,9           | Usain Bolt                                  | Berlin                   | 16 août 2009                               |
| 2010  | 9 s 78  | -0,4 0,9      | Tyson Gay Nesta Carter                      | Londres Rieti            | 13 août 2010 29 août 2010                  |
| 2011  | 9 s 76  | 1,3           | Usain Bolt                                  | Bruxelles                | 16 septembre 2011                          |
| 2012  | 9 s 63  | +1,5          | Usain Bolt                                  | Londres                  | 05 août 2012                               |
| 2013  | 9 s 77  | -0,3          | Usain Bolt                                  | Moscou                   | 11 août 2013                               |
| 2014  | 9 s 77  | +0,6          | Justin Gatlin                               | Bruxelles                | 05 septembre 2014                          |
| 2015  | 9 s 74  | +0,6          | Justin Gatlin                               | Doha                     | 15 mai 2015                                |
| 2016  | 9 s 80  | +1,6          | Justin Gatlin                               | Eugene                   | 03 juillet 2016                            |
| 2017  | 9 s 82  | +1,3          | Christian Coleman                           | Eugene                   | 7 juin 2017                                |
| 2018  | 9 s 79  | -0,3          | Christian Coleman                           | Bruxelles                | 31 août 2018                               |
| 2019  | 9 s 76  | +0,6          | Christian Coleman                           | Doha                     | 28 septembre 2019                          |
| 2020  | 9 s 86  | +1,6          | Michael Norman                              | Fort Worth               | 20 juillet 2020                            |
| 2021  | 9 s 76  | -1,2          | Trayvon Bromell                             | Nairobi                  | 18 septembre 2021                          |
| 2022  | 9 s 76  | +1,4          | Fred Kerley                                 | Eugene                   | 24 juin 2022                               |
| 2023  | 9 s 83  | +1,3 0,0 +0,4 | Zharnel Hughes Noah Lyles Christian Coleman | New York Budapest Xiamen | 24 juin 2023 20 août 2023 2 septembre 2023 |
| 2024  | 9 s 77  | +0,9          | Kishane Thompson                            | Kingston                 | 28 juin 2024                               |

| Année | Temps                          | Vent                           | Athlète                               | Lieu                           | Date                           |
| 1964  | aucune performance répertoriée | aucune performance répertoriée | aucune performance répertoriée        | aucune performance répertoriée | aucune performance répertoriée |
| 1965  | aucune performance répertoriée | aucune performance répertoriée | aucune performance répertoriée        | aucune performance répertoriée | aucune performance répertoriée |
| 1966  | aucune performance répertoriée | aucune performance répertoriée | aucune performance répertoriée        | aucune performance répertoriée | aucune performance répertoriée |
| 1967  | aucune performance répertoriée | aucune performance répertoriée | aucune performance répertoriée        | aucune performance répertoriée | aucune performance répertoriée |
| 1968  | 11 s 08                        | 1,2                            | Wyomia Tyus                           | Mexico                         | 15 octobre 1968                |
| 1969  | aucune performance répertoriée | aucune performance répertoriée | aucune performance répertoriée        | aucune performance répertoriée | aucune performance répertoriée |
| 1970  | aucune performance répertoriée | aucune performance répertoriée | aucune performance répertoriée        | aucune performance répertoriée | aucune performance répertoriée |
| 1971  | aucune performance répertoriée | aucune performance répertoriée | aucune performance répertoriée        | aucune performance répertoriée | aucune performance répertoriée |
| 1972  | 11 s 07                        | -0,2                           | Renate Stecher                        | Munich                         | 02 septembre 1972              |
| 1973  | 11 s 07                        | 1,8                            | Renate Stecher                        | Dresde                         | 20 juillet 1973                |
| 1974  | aucune performance répertoriée | aucune performance répertoriée | aucune performance répertoriée        | aucune performance répertoriée | aucune performance répertoriée |
| 1975  | aucune performance répertoriée | aucune performance répertoriée | aucune performance répertoriée        | aucune performance répertoriée | aucune performance répertoriée |
| 1976  | 11 s 01                        | 0,6                            | Annegret Richter                      | Montréal                       | 25 juillet 1976                |
| 1977  | 10 s 88                        | 2,0                            | Marlies Göhr                          | Dresde                         | 01 juillet 1977                |
| 1978  | 10 s 94                        | 1,4                            | Marlies Göhr                          | Dresde                         | 12 août 1978                   |
| 1979  | 10 s 97                        | 0,8                            | Marlies Göhr                          | Dresde                         | 13 juin 1979                   |
| 1979  | 10 s 97                        | 0,9                            | Evelyn Ashford                        | Walnut                         | 16 juin 1979                   |
| 1980  | 10 s 93                        | 2,0                            | Marlies Göhr                          | Dresde                         | 24 mai 1980                    |
| 1981  | 10 s 90                        | 0,6                            | Evelyn Ashford                        | Colorado Springs               | 22 juillet 1981                |
| 1982  | 10 s 88                        | 1,9                            | Marlies Göhr                          | Karl-Marx-Stadt                | 06 juillet 1982                |
| 1983  | 10 s 79                        | 0,6                            | Evelyn Ashford                        | Colorado Springs               | 03 juillet 1983                |
| 1984  | 10 s 76                        | 1,7                            | Evelyn Ashford                        | Zurich                         | 22 août 1984                   |
| 1985  | 10 s 86                        | 2,0                            | Marlies Göhr                          | Berlin                         | 22 septembre 1985              |
| 1986  | 10 s 88                        | 1,9                            | Evelyn Ashford                        | Rieti                          | 07 septembre 1986              |
| 1987  | 10 s 86                        | 0,8                            | Anelia Nuneva                         | Belgrade                       | 17 juin 1987                   |
| 1987  | 10 s 86                        | 0,6                            | Silke Möller                          | Potsdam                        | 20 août 1987                   |
| 1988  | 10 s 49                        | 0,0                            | Florence Griffith-Joyner              | Indianapolis                   | 16 juillet 1988                |
| 1989  | 10 s 78                        | 1,8                            | Dawn Sowell                           | Provo                          | 03 juin 1989                   |
| 1990  | 10 s 78                        | 1,7                            | Merlene Ottey                         | Séville                        | 30 mai 1990                    |
| 1991  | 10 s 79                        | 1,7                            | Merlene Ottey                         | Vigo                           | 23 juillet 1991                |
| 1992  | 10 s 80                        | 1,6                            | Merlene Ottey                         | Salamanque                     | 13 juillet 1992                |
| 1993  | 10 s 82                        | 1,5                            | Gail Devers                           | Lausanne                       | 07 juillet 1993                |
| 1993  | 10 s 82                        | 0,3                            | Merlene Ottey                         | Stuttgart                      | 16 août 1993                   |
| 1994  | 10 s 77                        | 0,9                            | Irina Privalova                       | Lausanne                       | 06 juillet 1994                |
| 1995  | 10 s 84                        | 1,4                            | Gwen Torrence                         | Göteborg                       | 07 août 1995                   |
| 1996  | 10 s 74                        | 1,3                            | Merlene Ottey                         | Milan                          | 07 septembre 1996              |
| 1997  | 10 s 76                        | 0,9                            | Marion Jones                          | Bruxelles                      | 22 août 1997                   |
| 1998  | 10 s 65                        | 1,1                            | Marion Jones                          | Johannesburg                   | 12 septembre 1998              |
| 1999  | 10 s 70                        | -0,1                           | Marion Jones                          | Séville                        | 22 août 1999                   |
| 2000  | 10 s 78                        | 1,1                            | Marion Jones                          | Londres                        | 05 août 2000                   |
| 2001  | 10 s 82                        | -0,3                           | Zhanna Block                          | Edmonton                       | 06 août 2001                   |
| 2002  | 10 s 83                        | 0,4                            | Zhanna Block                          | Heusden-Zolder                 | 20 juillet 2002                |
| 2003  | 10 s 86                        | 1,2                            | Chryste Gaines                        | Monaco                         | 14 septembre 2003              |
| 2004  | 10 s 77                        | 0,7                            | Ivet Lalova                           | Plovdiv                        | 16 juin 2004                   |
| 2005  | 10 s 84                        | 1,9                            | Chandra Sturrup                       | Lausanne                       | 05 juillet 2005                |
| 2006  | 10 s 82                        | -0,7                           | Sherone Simpson                       | Kingston                       | 24 juin 2006                   |
| 2007  | 10 s 89                        | 1,0                            | Veronica Campbell                     | Kingston                       | 23 juin 2007                   |
| 2008  | 10 s 78                        | 1,8                            | Torri Edwards                         | Eugene                         | 28 juin 2008                   |
| 2008  | 10 s 78                        | 0,0                            | Shelly-Ann Fraser                     | Pékin                          | 17 août 2008                   |
| 2009  | 10 s 64                        | 1,2                            | Carmelita Jeter                       | Shanghai                       | 20 septembre 2009              |
| 2010  | 10 s 78                        | 0,8                            | Veronica Campbell-Brown               | Eugene                         | 03 juillet 2010                |
| 2011  | 10 s 70                        | 2,0                            | Carmelita Jeter                       | Eugene                         | 04 juin 2011                   |
| 2012  | 10 s 70                        | 0,6                            | Shelly-Ann Fraser-Pryce               | Kingston                       | 29 juin 2012                   |
| 2013  | 10 s 71                        | -0,3                           | Shelly-Ann Fraser-Pryce               | Moscou                         | 10 août 2013                   |
| 2014  | 10 s 80                        | +0,8                           | Tori Bowie                            | Monaco                         | 18 juillet 2014                |
| 2015  | 10 s 74                        | +0,2                           | Shelly-Ann Fraser-Pryce               | Paris                          | 4 juillet 2015                 |
| 2016  | 10 s 70                        | +0,3                           | Elaine Thompson                       | Kingston                       | 1er juillet 2016               |
| 2017  | 10 s 71                        | +0,8                           | Elaine Thompson                       | Kingston                       | 23 juin 2017                   |
| 2018  | 10 s 85                        | +1,5 0,0                       | Marie-Josée Ta Lou Dina Asher-Smith   | Doha Berlin                    | 4 mai 2018 7 août 2018         |
| 2019  | 10 s 71                        | +0,1                           | Shelly-Ann Fraser-Pryce               | Doha                           | 29 septembre 2019              |
| 2020  | 10 s 85                        | +0,2                           | Elaine Thompson-Herah                 | Rome                           | 17 septembre 2020              |
| 2021  | 10 s 54                        | +0,9                           | Elaine Thompson-Herah                 | Eugene                         | 21 août 2021                   |
| 2022  | 10 s 62                        | +0,4                           | Shelly-Ann Fraser-Pryce               | Monaco                         | 10 août 2022                   |
| 2023  | 10 s 65                        | +1,0 -0,2                      | Shericka Jackson Sha'Carri Richardson | Kingston Budapest              | 7 juillet 2023 21 août 2023    |
| 2024  | 10 s 71                        | +0,8                           | Sha'Carri Richardson                  | Eugene                         | 22 juin 2024                   |

## Palmarès olympique et mondial
| Compétition   | Hommes            | Femmes                   |
| ------------- | ----------------- | ------------------------ |
| Jeux 1896     | Thomas Burke      |                          |
| Jeux 1900     | Frank Jarvis      |                          |
| Jeux 1904     | Archie Hahn       |                          |
| Jeux 1908     | Reggie Walker     |                          |
| Jeux 1912     | Ralph Craig       |                          |
| Jeux 1920     | Charlie Paddock   |                          |
| Jeux 1924     | Harold Abrahams   |                          |
| Jeux 1928     | Percy Williams    | Betty Robinson           |
| Jeux 1932     | Eddie Tolan       | Stanisława Walasiewicz   |
| Jeux 1936     | Jesse Owens       | Helen Stephens           |
| Jeux 1948     | Harrison Dillard  | Fanny Blankers-Koen      |
| Jeux 1952     | Lindy Remigino    | Marjorie Jackson         |
| Jeux 1956     | Bobby Morrow      | Betty Cuthbert           |
| Jeux 1960     | Armin Hary        | Wilma Rudolph            |
| Jeux 1964     | Bob Hayes         | Wyomia Tyus              |
| Jeux 1968     | Jim Hines         | Wyomia Tyus              |
| Jeux 1972     | Valeriy Borzov    | Renate Stecher           |
| Jeux 1976     | Hasely Crawford   | Annegret Richter         |
| Jeux 1980     | Allan Wells       | Lyudmila Kondratyeva     |
| Mondiaux 1983 | Carl Lewis        | Marlies Oelsner-Göhr     |
| Jeux 1984     | Carl Lewis        | Evelyn Ashford           |
| Mondiaux 1987 | Carl Lewis        | Silke Gladisch-Möller    |
| Jeux 1988     | Carl Lewis        | Florence Griffith-Joyner |
| Mondiaux 1991 | Carl Lewis        | Katrin Krabbe            |
| Jeux 1992     | Linford Christie  | Gail Devers              |
| Mondiaux 1993 | Linford Christie  | Gail Devers              |
| Mondiaux 1995 | Donovan Bailey    | Gwen Torrence            |
| Jeux 1996     | Donovan Bailey    | Gail Devers              |
| Mondiaux 1997 | Maurice Greene    | Marion Jones             |
| Mondiaux 1999 | Maurice Greene    | Marion Jones             |
| Jeux 2000     | Maurice Greene    | Non attribué             |
| Mondiaux 2001 | Maurice Greene    | Zhanna Pintusevich-Block |
| Mondiaux 2003 | Kim Collins       | Torri Edwards            |
| Jeux 2004     | Justin Gatlin     | Yulia Nestsiarenka       |
| Mondiaux 2005 | Justin Gatlin     | Lauryn Williams          |
| Mondiaux 2007 | Tyson Gay         | Veronica Campbell-Brown  |
| Jeux 2008     | Usain Bolt        | Shelly-Ann Fraser        |
| Mondiaux 2009 | Usain Bolt        | Shelly-Ann Fraser        |
| Mondiaux 2011 | Yohan Blake       | Carmelita Jeter          |
| Jeux 2012     | Usain Bolt        | Shelly-Ann Fraser        |
| Mondiaux 2013 | Usain Bolt        | Shelly-Ann Fraser        |
| Mondiaux 2015 | Usain Bolt        | Shelly-Ann Fraser        |
| Jeux 2016     | Usain Bolt        | Elaine Thompson          |
| Mondiaux 2017 | Justin Gatlin     | Tori Bowie               |
| Mondiaux 2019 | Christian Coleman | Shelly-Ann Fraser        |
| Jeux 2020     | Marcell Jacobs    | Elaine Thompson-Herah    |
| Mondiaux 2022 | Fred Kerley       | Shelly-Ann Fraser        |
| Mondiaux 2023 | Noah Lyles        | Sha'Carri Richardson     |
| Jeux 2024     | Noah Lyles        | Julien Alfred            |

## Dopage

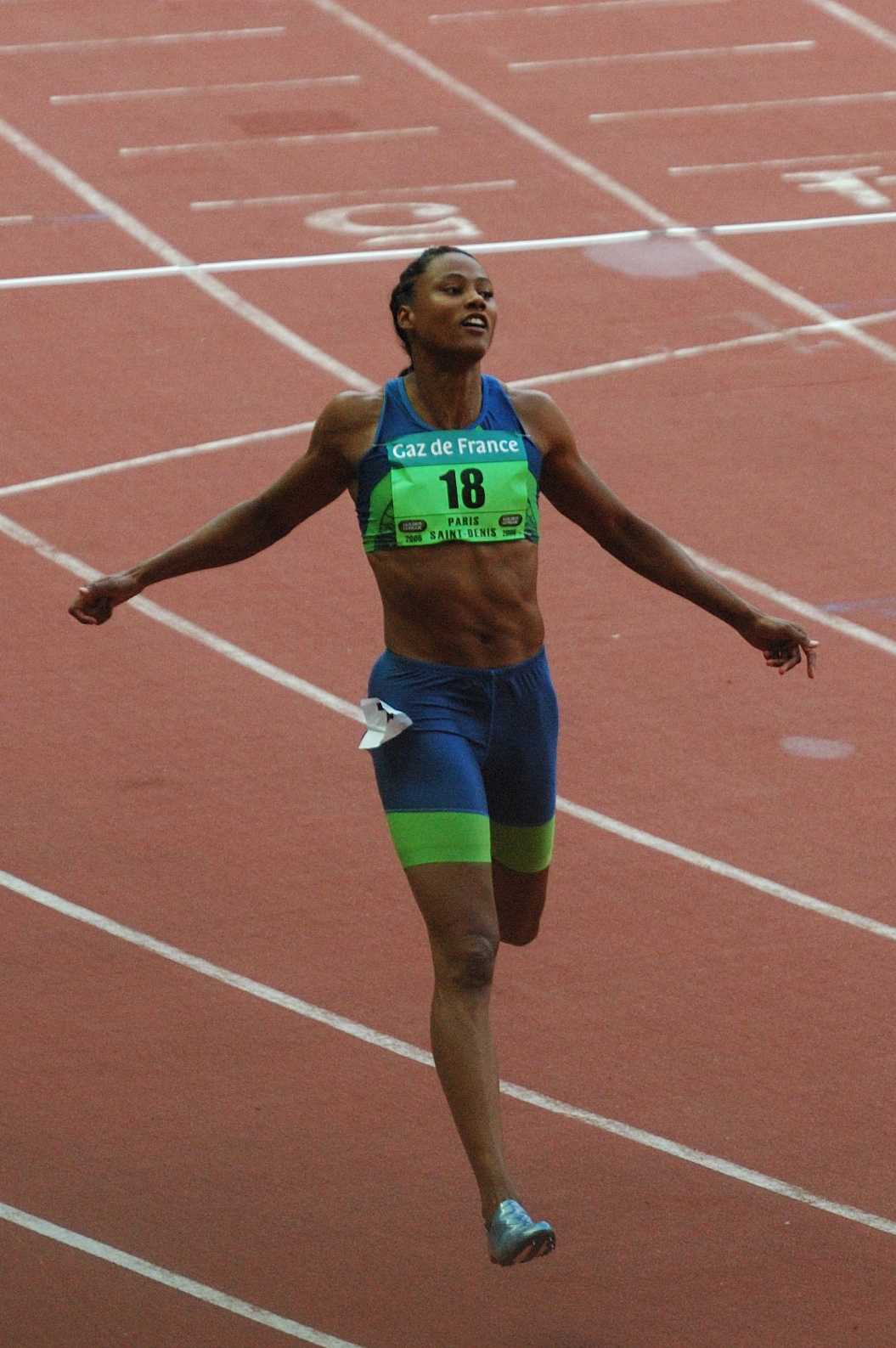
La sprinteuse américaine Marion Jones a avoué en 2007 avoir eu recours au dopage

Les cas de dopage sont sévèrement sanctionnés lors des championnats de haut niveau comme l'illustre le cas du Canadien Ben Johnson, à la fois pour préserver l'image du sport et protéger la santé des athlètes. Ceci n'empêche pas les cas de dopage de toucher le 100 mètres de manière récurrente, au cours des vingt dernières années.
Après une course ou pendant les périodes d'entraînement, les athlètes sont soumis à des contrôles anti-dopages, via des analyses de sang ou d'urine. En 2010, l'IAAF a procédé à 4 310 contrôles. Toutefois, selon Dwain Chambers, sprinter anglais convaincu de dopage aux stéroïdes en 2003, les contrôles sont très « faciles à fausser ». Les hormones de croissance, produit efficace très utilisé par les athlètes, sont difficilement détectables. Les sprinteurs américains Justin Gatlin ou Tim Montgomery (alors détenteur du record du monde de la distance) ont été également contrôlés positifs. Mi-juillet 2013, les autorités révèlent qu'Asafa Powell et Sherone Simpson ont subi un contrôle antidopage positif. Le même jour, Tyson Gay est également mis en cause par l'Agence américaine antidopage (USADA) pour un contrôle positif à une substance interdite lors d'un contrôle effectué le 16 mai hors compétition.
Chez les femmes, les performances de Florence Griffith-Joyner ont toujours créé la polémique. En effet, ses records irréels sur 100 mètres (10 s 49) et 200 mètres (21 s 34), encore inaccessibles de nos jours, et sa mort prématurée ont nourri des soupçons concernant son dopage. Si celle-ci ne fut jamais contrôlée positive, ses transformations physiques ne laissent guère de doutes. Avec la chute du Mur de Berlin en 1990, les archives de la Stasi laissent suggérer que le dopage était institutionnalisé sous le régime de la République démocratique allemande. De nombreux athlètes parmi lesquels Marlies Göhr auraient reçu de hautes doses d'Oral-Turinabol en 1983 et 1984. En 1993, la championne est-allemande Katrin Krabbe est convaincue de dopage au clenbuterol, substance interdite. Plus récemment, en 2007, la multi-médaillée Marion Jones a avoué s'être dopée, tandis que Kelli White qui remporta les deux médailles d'or du sprint lors des Championnats du monde 2003 à Paris-Saint-Denis fut contrôlée positive au modafinil et déchue de ses titres mondiaux. Le titre mondial 2003 revient alors à Torri Edwards, laquelle est reconnue coupable de dopage à la nicéthamide en 2004, et est suspendue deux ans. Enfin en 2011, l'Ukrainienne Zhanna Pintusevich-Block, championne du monde 2001 est sous le coup d'une enquête pour des soupçons de dopage en lien avec l'affaire Balco.

## Entraînement
L'entraînement spécifique au sprint se divise en plusieurs axes de travail parmi lesquels se trouvent l'aérobie et le travail musculaire, le départ et la mise en action, la technique et la fin de course. La masse musculaire naturelle est composée de fibres rouges ou fibres lentes et de fibres blanches ou fibres rapides, ainsi que de fibres indéterminées ou neutres qui s'apparenteront aux fibres rouges ou blanches suivant l'entraînement accompli. Ainsi, chez un sprinteur, la proportion de fibres rapides peut atteindre 85 %, contre seulement 15 % chez un marathonien.
L'entraînement sportif pour le 100 mètres consiste à travailler le départ grâce à des exercices de concentration. Il vise également à développer la puissance musculaire de l'athlète par la musculation et le travail en charge. Le sprinteur travaille ses départs et son explosivité en traînant derrière lui des disques de poids qui lui sont rattachés par des cordes ou des sangles. Des exercices de Préparation Physique Généralisée (PPG) et de Préparation Physique Spécifique (PPS) sont nécessaires tout comme les exercices de talon fessiers, de genoux abdomen. Le travail de la technique gestuelle, la course en côte comme les foulées bondissantes sont également efficaces. En fonction du style de course, l'entraînement doit s'adapter au profil du coureur. Un travail sur la foulée (cycle avant ou cycle arrière) et les appuis est incontournable.
Des répétitions de 200 m à 600 m à allure élevée (120 à 140 % de la VMA) sont courues sur pistes pour permettre à l'athlète de maintenir plus longtemps sa vitesse de pointe et d'être endurant.

## Revenus et dépenses
Les performances exceptionnelles de Bolt, régulièrement nommé comme sportif ou athlète de l'année lors de remises de prix, ont eu pour conséquence d'attirer toujours plus de sponsors. Usain Bolt est ainsi devenu en 2010, l'athlète le mieux payé au monde avec un contrat de 24 millions de dollars sur trois ans avec son équipementier Puma.
Pour ce qui est des meetings, les meilleurs athlètes peuvent être rémunérés pour leur simple participation, sans présager leur résultat. Par exemple, la participation de Usain Bolt au Meeting Areva en 2010 lui a rapporté 250 000 dollars.
Une victoire en meeting donne droit à une prime, par exemple le vainqueur du 100 m au meeting Lille Métropole en 2010 reçoit 2 000 euros.
Ces chiffres sont à mettre en perspective avec la relative simplicité du matériel nécessaire, une paire de pointes coûtant autour d'une centaine d'euros.

## Médiatisation
Discipline reine de l'athlétisme de par l'intensité et le caractère spectaculaire de l'épreuve, le 100 mètres réalise des audiences télévisées considérables : la finale de 100 mètres aux Championnats du monde d'athlétisme 2009 avec le record du monde de Bolt a attiré 33 millions de téléspectateurs dans le monde — soit la 4e meilleure audience de l'année 2009 pour un événement sportif. La victoire de Christophe Lemaitre en finale du 100 mètres aux Championnats d'Europe d'athlétisme 2010, a quant à elle réuni 5,5 millions de téléspectateurs en France.
Autre preuve de la grande notoriété du 100 mètres, le million de demandes reçues par les organisateurs pour assister à la finale du 100 mètres des JO 2012 de Londres,.

## Déclinaisons du100 mètres

### 60 mètres
En salle, le 100 mètres est généralement remplacé par le 60 mètres par manque de place, les pistes couvertes ne disposant que très rarement d'une ligne droite de 100 mètres.
Sur 60 mètres, compte tenu de la distance, le temps de réaction au départ et la mise en action sont prépondérants. De ce fait, certains sprinteurs font l'impasse sur la saison hivernale. Il existe néanmoins des 60 mètres courus en plein air, et il fut épreuve olympique chez les hommes aux Jeux olympiques d'été de 1900 et de 1904.
Le record du monde est détenu par l'Américain Christian Coleman en 6 s 34 chez les hommes, et par la Russe Irina Privalova en 6 s 92 chez les femmes.

### 4 ×100 mètres
Cette épreuve consiste en la succession de relais pour quatre athlètes qui doivent chacun parcourir une distance avoisinant les 100 mètres et se transmettre un témoin (sous forme de bâton cylindrique). Le coureur qui va recevoir le témoin prend son élan dans une zone d’élan, la transmission du témoin se passe dans une zone de transmission de 20 mètres. Si le passage du témoin est réalisé avant ou après cette zone, l’entièreté du relais est disqualifiée à la suite de la course.

### 100 mètreslancé
On parle de 100 mètres lancé pour les courses d'une distance supérieure ou pour les relais, notamment 4 × 100 m, afin de désigner une course de 100 m (accompagnée en général de son temps) dont le début théorique est situé après le départ réel. Théoriquement, un 100 m lancé peut permettre de courir la distance encore plus vite. Il n'y a ni statistiques officielles ni record officiel. Toutefois, en 2008 lors de la finale du 4 × 100 m hommes aux Jeux olympiques, Asafa Powell boucla son passage en 8 s 70. C'est aussi le cas d'Usain Bolt lors du record du monde du relais 4 × 100 m des JO de Londres en 36 s 84.

### 100 mètreshandisport
Le 100 mètres handisport est une des épreuves d'athlétisme handisport. Elle se court en fauteuil ou debout. Peuvent y participer les amputés inférieurs comme supérieurs, les Infirmes Moteurs Cérébraux (IMC) debout ou en fauteuil, les déficients visuels ou auditifs et les athlètes en fauteuil roulant (paraplégiques, tétraplégiques). Des catégories sont constituées selon le handicap des athlètes.

## Pour approfondir